# Историја Срба пре Немањића
Историја Срба пре Немањића обухвата период историје српског народа у средњем веку од доласка Срба са осталим словенским племенима на Балкан у првој половини 7. века, до доласка на власт Стефана Немање током седме деценије 12. века.
Након досељавања, Срби су формирали неколико међусобно повезаних кнежевина (средишња Србија, Дукља, Травунија, Конавли, Захумље, Неретљанска кнежевина), које су обухватале простор од Јадрана до Саве, односно од Цетине и Врбаса на западу, до Мораве на истоку.
Средином 9. века, формира се јако државно средиште у тадашњој Србији под кнезом Властимиром, који је током трогодишњег рата успео да одбије бугарске нападе. Почетком осме деценије 9. века, током владавине његових потомака, Срби су примили хришћанство. Током владавине бугарског владара Симеона I Срби су се активно укључили у византијско-бугарски сукоб. Последњи Властимировић, кнез Часлав је уз помоћ и подршку Византије обновио и ојачао српску државу, тако да је она могла да парира тадашњем Првом бугарском царству. После Часлављеве смрти, његова држава се распала, а њене источне и средишње области потпале су под власт Византије (око 971. године) и Самуиловог царства (након 976. године).
Нови државни центар створен је у првој половини 11. века у Дукљи (Зети), под кнезом Стефаном Војиславом који је у бици код Бара 1042. године до ногу потукао Византинце и изборио независност своје државе. Његов син Михаило, постао је 1077. године први српски краљ, док је под његовим унуком Константином Бодином, остварена црквена аутокефалност стварањем Барске надбискупије. После Бодинове смрти, Зету су захватиле унутрашње борбе око власти, а примат у борби против Византије преузела је великожупанска Србија, на челу са великим жупаном Вуканом. Прву половину 12. века карактеришу покушаји српских великих жупана да уз помоћ Мађара прошире своју област и стекну независност од Византије. Доласком на власт Стефана Немање након династичких борби у Србији између 1166. и 1168. године, почиње нова епоха српске историје.
Током овог периода Срби су примили хришћанство и почела је да се развија писменост међу њима, што ће довести до стварања српскословенског језика. Из овог периода постоји релативно мало остатака од историјског и културног значаја. Међу њима треба поменути: Печат кнеза Стројимира (из друге половине 9. века), Темнићки натпис (с краја 10. и почетка 11. века) и Маријинско јеванђеље (са почетка 11. века).

## Долазак Срба и на Балканско полуострво и њихове прве кнежевине
Долазак Срба на Балканско полуострво и његов ток се не може са сигурношћу датирати, што због непостојања прецизних извора из тог времена, тако и због чињенице да још увек није разрешен проблем њихове прапостојбине. Сматра се да је насељавање Срба отпочело након пропасти опсаде Цариграда 626. године и да се окончало пре смрти византијског цара Ираклија (610—640) 11. фебруара 641. године.
Једини запис о њиховој прапостојбини и сеоби на Балкан, оставио је византијски цар Константин Порфирогенит, средином 10. века:
Срби воде порекло од некрштених Срба, названих и Бели, насељених са оне стране Турске (Мађарске), у крају који се код њих назива Бојки (Бојка), где им је у суседству и Франачка, исто као и велика Хрватска (југ данашње Пољске и Шлеска), она некрштена, која се назива и Бела. Тамо су дакле ови Срби од давнине настањени.— Константин Порфирогенит, „О управљању Царством“ (глава 32. „О Србима и земљи у којој сада станују“)
Тачан положај Беле Србије није са сигурношћу утврђен. У оптицају су два локалитета:
- западно од Беле Хрватске, на простору северне Чешке и Лужице и
- источно од Беле Хрватске, на простору источног Закарпатја односно на северозападу данашње Украјине.

Порфирогенит такође наводи и да су после смрти кнеза Срба, власт наследила његова два сина. Они су поделили народ, тако да је један остао на челу Срба у Белој Србији, док је други, са делом народа, кренуо у сеобу ка југу.
Пола века после доласка Срба, тачније 680. године, на Балкан долази народ турског порекла Прабугари, који се насељавају источно од њих, међу Словенима на подручју Тракије. Током наредних векова, они ће се стопити са околном словенском масом и изгубити свој језик и обичаје. Једино што ће од њих остати, то је име — Бугари. Варварска најезда је током првих векова средњег века уништила старе римске градове и административно уређење, тако да наредних пар векова карактерише потпуно одсуство било каквих података о Србима и дешавањима у унутрашњости Балканског полуострва.
Према писањима Константина Порфирогенита и других византијских хроничара, Срби су на Балканском полуострву формирали неколико кнежевина:
- Неретљанска област или Паганија, која се простирала од ушћа реке Цетине до ушћа реке Неретве, укључујући и острва Брач‚ Хвар‚ Корчула и Мљет. У њеном саставу су градови:[8]

Мокро (Макарска)
Веруља (вероватно Вруље између Омиша и Макарске или Брела код Макарске)
Острок (Заострог код Неретве)
Славинец (Локалитет Градац на ушћу Неретве)
- Захумље, које се простирало од ушћа реке Неретве до Дубровника са стонским полуострвом (Пељешац), са градовима:[8]

(два града) Бона и Хум (један од њих је Благај, а други није прецизно утврђен)
Стон
Мокрискик (положај није прецизније утврђен)
Јосли (данашње Ошље)
Галумаиник (несигурна локација)
Добрискик (Дабрско-Дабар југоисточно од Љубиња или Добрача код Стона)
- Травунија и Конавље, који су се простирали од Дубровника до Бока Которске, са градовима:[8]

Требиње
Врм (стари град између Требиња и Билеће)
Рисан
Лукавете (Лука код Требиња)
Зетливи (несигурна локација)
- Дукља, која се простирала од Бока Которске до ушћа реке Бојане, са градовима:[8]

Градац (несигурна локација)
Новиград (несигурна локација)
Лонтодокла (несигурна локација)
- Србија (са жупом Босном), која се простирала од реке Врбас на западу до долина Ибра, Груже, Љига, Јадра и Дрине на истоку. Северну границу чинила је река Сава док се на југу наслањала на српске области у приморју (Захумску, Травуску и Дукљанску). У њој су се налазили градови:[8]

Дестиник или Достиника (несигуран положај)
Чернавуск (несигурна локација)
Међуречје (несигурна локација)
Дреснеик (Дрежник код Ужица или Пљевља (од средњовековног назива Брезница).)
Лесник (несигурна локација)
Салинес (Соли тј. данашња Тузла)
и у Босни:
Катера односно Котор или Которац (несигурна локација)
Десник (несигурна локација)

## Прва српска држава — Србија Властимировића
Непознатог кнеза који је предводио Србе у сеоби на Балкан, наследио је после смрти његов син, тако да је власт, током векова, остала у истој породици, а први кнез чије име је забележено, био је Вишеслав, за кога се претпоставља да је владао око 780. године. После њега владао је његов син Радослав, кога наслеђује његов син Просигој.
Крајем друге деценије 9. века, дошло је до побуна словенских народа који су се налазили под влашћу Бугара и Франака. Прво су Тимочани (назив су добили по реци Тимок) 818. године подигли устанак против Бугара, да би се наредне године побунили и Словени из Паноније предвођени Људевитом Посавским. Тимочани су у борби против Бугара желели да траже помоћ од суседних франачких кнезова, али их је Људевит убедио да ће их Франци угњетавати исто колико и Бугари и да је боље да удруже своје снаге и пруже заједнички отпор. Људевитове снаге су успеле да потуку Франачку војску 819. године, као и наредне године, када се на челу франачких снага налазио кнез Борна (око 810—око 821). Франачки цар Лудвиг Побожни (814—840) је после тога одлучио да против Људевита пошаље истовремено три војске са три стране, али је Људевит два пута успео да одбије овакве нападе. Трећи овакав напад је уследио 822. године и пред њиме је Људевит напустио Сисак и побегао код Срба, у Босну, чиме је његов устанак пропао. Он је био лепо примљен код једног локалног жупана, али га је врло брзо убио и преузео власт у његовој области. Људевит се после тога обратио цару Лудвигу и обећао да ће га признати за врховног владара, након чега је отишао у државу Борниног ујака Људемисла, у којој је већ 823. године убијен.
Људевитова побуна је описана у Ајнхардовим „Аналима Франачког краљевства“ (Annales regni Francorum), насталим у првој половини IX века. У описима догађања око његове побуне се налази и најстарији помен Срба у историјским документима. Писац Анала за Србе каже да држе велики део Далмације, при чему се термин Далмација односи на истоимену римску провинцију.
Током прве половине IX века, дошло је до првог, забележеног, напада Млечана на обале источног Јадрана. Њихове трговачке галије су биле на сталном удару Срба из Неретљанске кнежевине и Хрвата из Кнежевине Далмације, због чега су 839. године организовали поход против њих, на чијем се челу нашао дужд Петар Традоник (836—864). Током овог похода, он је склопио мир са хрватским кнезом Миславом (835—845) и неретљанским кнезом Дружоком. Већ наредне године, он је поново напао Неретљанску кнежевину, али је поражен у борби са кнезом Људиславом, у којој је изгубио више од 100 људи. О снази тадашње Неретљанске флоте, сведочи и податак да су они већ 846. године дошли до саме Венеције и опљачкали суседни град Каорле.

### Српско-бугарски ратови
Вишеславов унук и Просигојев син кнез Властимир (око 830—851) је први српски владар о коме постоји више података и данас се сматра утемељивачем српске државе у средњем веку. Током његове владавине, Србија се нашла на удару суседне Бугарске на чијем се челу налазио хан Пресијам (836—852). Рат је трајао три године, а током њега је бугарски владар изгубио већи део своје војске и није успео да постигне било какав успех, што сведочи о снази тадашње Србије. Други историјски извори не помињу овај сукоб, тако да су његов повод и датирање предмет расправе историчара, а једино што се са сигурношћу може рећи је да је вођен између 836. и 852. године. Док једни повод за рат виде у деловању многобожачког дела српског народа који је подигао побуну и збацио врховну византијску власт, чиме је дошао у сукоб са суседним Бугарима око превласти над суседним Словенима. Други сматрају да је управо српска сарадња са Византијом у борби против Бугара довела до рата, док трећи сматрају да повод за рат нема везе са византијском спољном политиком, већ искључиво са тадашњим српско-бугарским односима.
Поред тога Властимир је своју ћерку удао за Крајину, сина жупана Травуније Белоја. Након тога му је доделио титулу кнеза и дао му већу самосталност, али је Травунија остала под врховном влашћу кнеза Србије. Касније су Травунијом владали потомци Крајине и Властимирове ћерке, Хвалимир и Чучимир, који су познати само по именима.
Крајем прве половине 9. века, појачава се гусарење Срба Неретљана на Јадрану, а 840. године, освајањем Барија, на Јадранско море стижу и Сарацени. На њему су они створили базу за даље нападе и већ наредне године, њихови бродови су опљачкали Будву и Котор. Нешто севернији Дубровник је 850. године погодило велико невреме које је разорило град и његове бедеме, због чега су његови становници, приликом обнове града, додатно ојачали градске зидине.
Средином IX века умире кнез Властимир, а власт, према српском наследном праву, прелази на тројицу његових синова — Мутимира (851—891), Стројимира и Гојника, који су делили власт. После Пресијамове смрти 852. године, на власт је дошао његов син Борис (Михаило) (852—889). Он је поново напао Србију, да би осветио пораз свог оца; али су га Властимирови синови поразили. Током борби, заробљено је 12 бугарских бојара и Борисов син Владимир (889—893). Бугарски хан је после овог пораза био приморан да склопи мир са Србима, а његов син је у пратњи Мутимирових синова Прибислава и Брана, који су тада још били деца, доведен до границе у Расу. Ту је склопљено пријатељство између српског и бугарског владара, што је потврђено разменом поклона. Борисов поклон је остао непознат, док му је Мутимир поклонио
- 2 роба
- 2 хрта (ловачка пса)
- 2 коња
- 2 сокола
- 80 крзнених хаљетака

Прецизно датирање овог сукоба је и даље нерешено питање, тако да се креће у распону од 852. до 880, па чак и 887. године. Део историчара сматра да се одиграо 853/854. године, други мисле да је вођен после 864. године, трећи га смештају око 880. године, док га Ферјанчић, у својим коментарима јединог извора о овим дешавањима, смешта између 852. (почетак Борисове владавине) и 867. године (почетак владавине Василија I Македонца). Спор постоји и око српског поклона бугарском владару, јер иако се већина историчара слаже са византијским хроничарем да је дошло до обостране размене поклона, има оних који његове речи, које се обично преводе као што Бугари сматрају да представља склопљено пријатељство преводе речима што Бугари сматрају данком и на основу тога закључују да су Мутимир и његова браћа признали Борисову врховну власт и постали његови вазали.
На јадранској обали, гусарење Сарацена се појачавало и они 866. године опседају Дубровник. Захваљујући обнови града и ојачавању његових бедема, после великог невремена 850. године, Дубровник је успео да 15 месеци издржи њихову опсаду. Они су се повукли тек на вест да је, византијски цар и дубровачки суверен, Василије I (867—886) послао у помоћ опсађеном граду флоту од 100 бродова. Против Сарацена су Византија и Франачка покренуле, 869. године, опсежну акцију у којој су учествовали и њихови балкански вазали (српске и хрватске кнежевине), али здружене снаге нису успеле да заузму Бари. Исте године, Неретљани су наставили своје гусарење и опљачкали су папско посланство које се враћало из Цариграда. Свега неколико година касније, Сарацени су 872. године упали у Неретљанску област и тешко је опустошили, што је искористио Василије I, који је наредне године заузима. Међутим, након његовог одласка, Неретљани су наставили са гусарењем, тако да су Млечани 876. и 879. године слали експедиције против њих, али ни оне нису успеле да спрече њихово даље гусарење.
У тадашњој Србији је непосредно после склапања мира са Бугарском дошло до сукоба међу Властимировим синовима, око власти, из кога је Мутимир изашао као победник. Он је млађу браћу, Стројимира и Гојника, заробио и послао бугарском владару на чување, док је код себе задржао Гојниковог сина Петра, који је тада још увек био дете, а касније је побегао у Хрватску. Током седме деценије IX века, Мутимир је највероватније признао врховну власт Византије, током боравка Василија I у том делу Балкана. Вероватно је у вези са тим новим односом, једно византијско посланство упућено Србима око 870. године. Извештај о њему се налази у житију светог Германа, који је у то доба приводио крају радове на завршетку манастира посвећеног Богородици (манастир Кушница, односно Богородица Икосифоиниса у Грчкој, јужно од Драме, на северној падини планине Пангаја). Он је остао без средстава да исплати раднике, али су их, уместо њега, исплатили цареви посланици Неофит и Никола, који су били на повратку из посланства међу Србима.
После низа неуспешних покушаја да се сузбије неретљанско гусарење по Јадрану, Млечани су 887. године покренули нови поход на чијем челу се нашао сам дужд Петар Кандијан I (887). Флота од 15 млетачких бродова се искрцала 18. септембра у близини једног пристаништа и успела да потисне Неретљане који су га чували, након чега су Млечани отпочели са уништавањем 5 бродова које су ту затекли. Међутим, ускоро су се нашли на удару већих неретљанских снага. Током битке која је уследила Млечани су тешко поражени, а у борбама је погинуо и сам Петар Кандијан, који је постао први дужд у историји Млетачке републике који је погинуо у борби.

### Покрштавање Срба
Веровања старих Словена су и дан данас, услед малобројних материјалних остатака и оскудних писаних извора, недовољно истражена и реконструисана, нарочито међу Јужним Словенима, а самим тим и Србима. Питање ко је био српски врховни бог и данас није решено, јер се сматра да би то могао бити Дабог, Триглав или Световид. Поред њих тројице, на српском културном подручју пронађени су трагови који указују и на поштовање других богова. Сматра се да су Срби правили жртвенике и кумире (идоле) својих богова (иако њихови трагови до данас нису пронађени), а поједини аутори сматрају да су били представљени као људи раширених руку тј. у облику крста. Део некадашње многобожачке вере, очуван је, са измењеним хришћанским тумачењем, у данашњој народној вери код Срба, а један од највећих очуваних многобожачких обичаја је крсна слава, некада празник у част митског претка и умрлих предака.
Константин Порфирогенит наводи да су Срби примили хришћанство по доласку на Балкан од мисионара цара Ираклија, али се данас сматра да то није тачно, а и сам Порфирогенит на другом месту наводи да је део Срба примио хришћанство у доба његовог деде, Василија I. Први српски принчеви који носе хришћанска имена (Стефан, најмлађи Мутимиров син и Петар, Гојников син), рођени су између 870. и 874. године, због чега се сматра да су Срби и њихова владарска породица дефинитивно примили хришћанство између 867. и 874. године.
У прилог овој претпоставци иде неколико битних чињеница:
1. Моравскопанонска мисија Солунске браће Ћирила и Методија, отпочела је 863. године на иницијативу византијског цара Михаила III (са Теодором 842—856, самостално 856—867) који је прихватио захтев великоморавског кнеза Растислава (842—870) да му пошаље мисионаре који ће ширити хришћанство на словенском језику. Они су 867. године добили у Риму подршку и благослов папе Хадријана II (867—872) за ширење хришћанства и богослужење на словенском језику, а Методије је постављен за архиепископа Паноније са седиштем у Сирмијуму (данашња Сремска Митровица). Касније је Методије (881) посетио Цариград и добио подршку новог византијског цара Василија I за свој рад.
2. Василије I је почетком осме деценије 9. века боравио у западном делу Балкана, а у његовој биографији је забележено да су током његовог боравка сви Срби, укључујући и Неретљане које су због великог отпора хришћанству називали Паганима, примили хришћанство.
3. У једном писму из 873. године, папа Јован VIII (872—882) је позвао српског кнеза Мутимира да своју државу, у верском смислу, потчини панонском архиепископу Методију.

Иако се сматра да су Срби прихватили хришћанство између 867. и 874. године, стара вера се међу њима одржала до краја 12. века, односно до доба Стефана Немање и његовог сина светог Саве.

### Србија између Византије и Бугарске
Кнез Мутимир је умро 891. године, а наследио га је најстарији син Прибислав (Првослав, 891—892), који је имао два млађа брата, Брана и Стефана.
Већ наредне године, Прибислава и његову браћу је потиснуо са власти Петар (892—917), син њиховог стрица Гојника, који је дошао из Хрватске, после чега су Мутимирови синови побегли из Србије и дошли у Хрватску (има аутора који сматрају да је у питању грешка преписивача и да су они заправо побегли у Бугарску). Борба око власти је настављена три године касније (895), када је, средњи Мутимиров син, Бран напао Петра, али је у борбама поражен и заробљен, након чега је, по Петровом наређењу, ослепљен, чиме је, према средњовековном схватању, постао неспособан за владање државом и самим тим више није представљао опасност за њега. Две године касније (897), син другог Петровог стрица Стројимира, Клонимир је покушао да, из Бугарске, преузме власт у Србији. Он је успео да потисне Петра и заузме престоницу Достинику, али је у даљем наставку борби погинуо, тако да је Петар успео да се одржи на власти и владао је Србијом, наредних двадесет година.
Он је успео да обезбеди и међународну подршку својој владавини, тако што је изградио добре односе са својим најмоћнијим суседима, Византијом и Бугарском. Прво је признао врховну власт цара Лава VI (886—912), да би након смиривања византијско-бугарског сукоба 897. године, склопио мир и окумио се са бугарским владаром Симеоном Великим (кнез 893—913, цар 913—927). Петар се после тога посветио унутрашњим приликама у земљи, пошто током наредне две деценије нема података о његовом деловању на међународној сцени, чак ни после обнове византијско-бугарских сукоба 913. године.
Велику промену на Балканском полуострву донела је битка код Анхијала 20. августа 917. године, у којој је Симеон, до ногу потукао Византинце, после чега је наредне године продро дубоко у данашњу Грчку, до Пелопонеза. Непосредно пре ње, негде у Неретљанској области, којом је тада владао, Петар се сусрео са Лавом, византијским стратегом из Драча. Тема њиховог разговора и евентуални договори нису познати и налазе се у домену теорија, али је бугарског цара Симеона о њему известио захумски кнез Михаило Вишевић. Он му је пренео да је византијски цар подмитио српског кнеза да заједно са Мађарима нападне Бугарску. Византијски хроничар наводи да је Михаило био љубоморан на Петра и да је због тога известио Симеона о његовом сусрету са драчким стратегом на такав начин. Сам Симеон је побеснео због Петровог чина и упутио је 917. или 918. године на Србију војску предвођену Сигрицом Теодором и Марменом, са којима је послао и Павла, сина Петровог брата од стрица Брана (кога је он ослепео двадесетак година раније), да преузме власт у Србији.
Бугарске војсковође су уместо борбе, упутиле Петру позив за преговоре, као куму њиховог владара и уз обећање да му се ништа неће догодити. Српски кнез је прихватио овакав позив, али је по доласку у њихов табор био завезан и послат у Бугарску. Павле (917/918—921/924) је потом постављен за новог кнеза, а Петар је ускоро умро у бугарском заточеништву. У историјским изворима нема података о Павловом евентуалном учешћу у бугарско-византијском рату на Симеоновој страни, али је извесно да је водио доследну пробугарску политику. Такве околности су навеле византијског цара Романа Лакапина (919—944) да три године после Павловог доласка на власт (920. или 921. године) пошаље против њега војску предвођену Захаријом, Павловим братом од стрица (сином Мутимировог најстаријег сина и наследника Прибислава). У борбама која су уследиле, Захаријине трупе су поражене, а он сам је заробљен и послан у Бугарску, као заробљеник.
Међутим, политичке прилике на Балкану, навеле су Павла да промени своју политику и приближи се Византији. Овај његов потез је приморао Симеона да поново војно интервенише у Србији и поново изврши промену на српском престолу. На челу бугарске војске, он је 921/924. године послао некадашњег византијског штићеника Захарију, који се налазио у бугарској тамници. Није познато да ли је до борбе уопште дошло, али је извесно да је Захарија успео да преузме власт, док даља Павлова судбина није позната.
Иако је на власт дошао подршком бугарског цара, Захарија (921/922/923—924/926) је врло брзо прешао на страну Византије и признао врховну власт византијског цара. Овај његов потез је изазвао Симеонову реакцију, тако да је он 922/924. године послао против њега војску предвођену Марменом и Теодором Сигрицом. Њихов циљ био је да трајно заузму Србију, пошто се не помиње да су са собом водили неког од српских принчева, као што је то био случај у претходним бугарским походима, када су само збацивани према Симеону нелојални кнежеви. Међутим, бугарске снаге су поражене, а Захарија је главе и оружје двојице бугарских војсковођа послао у Цариград, као ратне трофеје.
Нови бугарски поход уследио је 924. године (926), а уз војску је Симеон послао и Часлава, Захаријиног брата од стрица Клонимира (сина средњег Властимировог сина Стројимира). Захарија се није упустио у борбу са Бугарима и побегао је у Хрватску, након чега су бугарске војсковође позвале српске жупане да дођу и признају Часлава за новог кнеза. Жупане који су дошли у њихов табор, Бугари су похватали и заробили, после чега су упали у Србију и опустошили је. Заробљене жупане и Часлава су одвели у Бугарску, док даља Захаријина судбина није позната, пошто се он више не јавља у историјским изворима.

### Обнова Србије
Бугарски цар Симеон Велики је умро 27. маја 927. године, што је довело до великих политичких промена на Балкану. Нови бугарски цар Петар I (927—969) закључио је мир са Византијом, чиме је привремено окончан вишедеценијски сукоб две државе.
Након Симеонове смрти, Часлав се вратио у Србију и уз византијску подршку почео да обнавља како државу, тако и врховну власт над српским кнежевинама. Док већина историчара прихвата вест византијског цара, хроничара и Чаславовог савременика, Константина VII Порфирогенита (913—959), да је он са четворицом пратилаца побегао из Преслава у Србију, има оних који сматрају да је он враћен у Србију у договору новог бугарског цара Петра са византијским владарем и дедом његове супруге Романом I Лакапином, да би организовао државу која би се супротставила продору Мађара из Паноније. Такође, мишљења историчара су подељена и око тачне године његовог повратка у Србију, тако да једни сматрају да се вратио још 927. односно 928. године, други да је у питању 931. година, а трећи сматрају да је у питању 933/934. година.
Порфирогенит наводи да је Часлав у Србији затекао само педесетак мушкараца без жена и деце, који су преживљавали ловећи, али историчари одбацују овакав опис прилика као нереалан. Он наводи да су српске избеглице из околних земаља (Бугарска, Хрватска и друге) почеле да се враћају у земљу након Чаславовог повратка, посебно истичући да је део Срба побегао из Бугарске у Цариград. Њих је пишчев таст и савладар Роман Лакапин заоденуо и обдарио, након чега их је послао у Србију. Поред тога је византијски цар пружио Чаславу и финансијску подршку, што му је олакшало обнављање и снажење Србије.
Током овог времена, настављено је неретљанско гусарење по Јадрану, што је покренуло нове млетачке походе. Дужд Петар Кандијан III (942—959), унук дужда који је погинуо у борбама са Неретљанима, године 948. са флотом од 33 лађе кренуо је против Неретљана, али је поражен у борби са њима. Он је после тога упутио још једну флоту од 33 лађе, али је и овог пута поражен, после чега је са Неретљанима закључио мир на 50 година, према коме су се Млечани обавезали да им у том периоду плаћају порез за безбедан пролаз њиховим водама.

### Смрт кнеза Часлава
Последње године Чаславове владавине, његове борбе са Мађарима и погибија, описане су у „Летопису Попа Дукљанина“. Иако се историчари слажу да је то дело непоуздано и фантастично, поготово у деловима који се односе на време пре средине 11. века (тј. 1040. године), сматра се да би ови делови могли бити историјски тачни, пошто одговарају тадашњем стању на Балканском полуострву.
Према наводима Летописа, мађарски великаш Киш је упао са војском у Босну и започео пљачкање и пустошење те области. Српски кнез је сакупио војску и сукобио се са мађарским снагама у Дринској жупанији, поред саме реке (вероватно низводно од данашње Фоче). У борбама је погинуо сам Киш, а мађарске снаге су потучене до ногу. Кишова удовица је након тога затражила од мађарског краља војску, да би осветила смрт свог мужа. Он јој је дао велику војску са којом се упутила у Срем (данашња Мачва) и у изненадном ноћном нападу на српски логор, Мађари су заробили Часлава. Према наредби Кишове удовице, Чаславу и свим његовим сродницима, који су такође заробљени, су завезане ноге и руке, након чега су живи бачени у реку Саву.
Византијски цар, хроничар и Чаславов савременик, који је практично једини извор о дешавањима у Србији од досељавања до средине 10. века, не помиње крај његове владавине. Ово је већину историчара навело на закључак да је Часлав умро након завршетка списа (дело је настало у периоду од 948. до 952. године, док су поглавља о Јужним Словенима завршена 949. године) око 950. године или након цареве смрти 959. године тј. око 960. године, али има и других мишљења која његову смрт смештају у 943. годину.
Након смрти кнеза Часлава, његова држава се распала на мање кнежевине, које су наставиле своје постојање независно једне од других. Током његове владавине срушена и опустошена Србија је обновљена из темеља и представљала је регионалну силу која је по снази могла да се мери са суседном Бугарском. Због тога се сматра једним од најзначајнијих владара из породице Властимировића, чија је владавина оставила дубок траг у народној свести и сећању.

### Самуилово царство
Долазак на власт у Византији, војсковође Нићифора II Фоке (963—969), донео је промене у бугарско-византијским односима. Он је 965. године одбио да плати Бугарима уговорени порез, њихове представнике је наредио да избичују, након чега је упао са војском у Бугарску. Због заузетости у борбама против Арабљана он је против Бугара употребио кијевског кнеза Свјатослава I (945—972), који је 968. године покорио, на кратко, Бугарску. Напад Печенега на Кијев приморао га је да се повуче из Бугарске и брани своју престоницу, али се након победе над њима вратио на Балкан и заузео Бугарску. Исте године (969) дошло је до државног удара у Византији у коме је Фока збачен и убијен, а нови цар је постао, такође војсковођа, Јован I Цимискије (969—976). Он је повео рат против Руса и одлучним победама 971. године је успео да их сузбије, а после опсаде Силистрије (у јулу исте године) и протера са Балкана. Међутим, он је 10. јануара 976. године, преминуо, вероватно од тифуса, а власт су преузели млади синови Романа II (959—963), осамнаестогодишњи Василије II (975—1025) и шеснаестогодишњи Константин VIII (1025—1028), што је довело до грађанског рата око власти у Византији.
Цимискијева смрт и слабљење централне власти, довело је до подизања великог словенског устанка у Македонији, на чијем челу су се нашли синови локалног господара Николе: Давид, Арон, Мојсије и Самуило. Током побуне у борбама су погинули Давид и Мојсије, док су Арон и Самуило успели да протерају Византинце из Македоније. Међу браћом је после тога дошло до неслагања и сукоба (разлог сукоба је било или Ароново залагање за постизање споразума са царем Василијем II или његова жеља да преузме власт), који су се окончали Ароновим убиством, које је наредио Самуило. Подизање побуне, чији је циљ било стварање словенског царства на традицији првог бугарског царства привукла је устанку некадашње бугарске принчеве Бориса (969—971) и Романа који су живели у Цариграду. Током пута Борис је убијен, јер су Бугари, због грчке одеће, помислили да је Византинац, док је Роман успео да дође до Видина и да се након тога повеже са устаницима. Самуило му није предао власт (Роман је био син бугарског цара Петра I (927—969, али је био и кастриран, што га је, по средњовековним схватањима, чинило неспособним за владање), тако да се он, највероватније, морао задовољити положајем намесника у Скопљу (које је, између 1002. и 1004. године.
Самуило је наставио да проширује своје земље користећи се унутрашњим сукобима у Византији и њеном заузетошћу на другим странама, првенствено побунама у Малој Азији (побуна Варде Склира). Већ 979. године продире у Тесалију и неуспешно опседа Ларису, коју успева да заузме 985. или 986. године, после чега је преселио тамошње Словене у Македонију. Ширење словенског устанка приморало је младог цара Василија II да 986. године крене на Софију, која је тада била најисточнији Самуилов посед. Међутим, Византинци нису отпочели опсаду града, већ су задовољили блокадом коју су после три недеље морали да прекину због недостатка хране и повуку се ка Цариграду. Током повлачења, устаничка војска их је, предвођена самим Самуилом, сачекала у кланцима Тројанових врата (битка код Тројанових врата) и потукла их до ногу 17. августа 986. године. Последица овог пораза било је избијање новог грађанског рата у Византији, који је паралисао сваки покушај да се устанак угуши.
Извори о дешавањима у српским кнежевинама током друге половине 10. века практично и не постоје. На основу једног оловног печата, зна се да је један од кнезова Дукље у ово доба био извесни Петар, за кога неки процењују да је владао од 971. до 990. године. Један од његових наследника био је свакако и Јован Владимир (око 990—1016), који је завладао Дукљом почетком последње деценије X века. Његова држава је, као и суседне српске области које су тада биле византијски вазали, била непосредно угрожена ширењем Самуилове државе, због чега се сматра да је он могао да 992. године упути бродовима посланство цару Василију II. У историјским изворима нема података о томе ко је ово посланство упутио, из које српске области и који му је био циљ, али се сматра је највероватније реч била о договарању заједничке акције против Самуила. Српске посланике су, током пловидбе, пресрели и заробили арапски гусари, тако да су они тек 993. године успели да стигну у Цариград. Детаљи преговора нису познати, али су се свега неколико година касније, око 998. године, Дукља и остале српске области нашли на удару Самуилових снага. Према наводима Владимировог житија, очуваног у склопу „Летописа Попа Дукљанина“, он се са војском и народом повукао испред Самуила на планину Облик изнад Скадра. Самуилове снаге су опколиле планину, а житије даље наводи да се Владимир потом предао да би спречио непотребне погибије својих и Самуилових људи. Извесно је да се после Драча и Дукља, крајем X века, нашла у саставу Самуилове државе. Он је после освајања Дукље, наставио свој поход ка северозападу, дуж јадранске обале. Током њега је неуспешно опсео Улцињ, после чега је, према дубровачким аналима, побеснео и искалио свој бес по Приморју. Његове снаге су спалиле Котор и Дубровник и дошле до Задра, после чега се Самуило упутио у унутрашњост Балканског полуострва и на повратку, ка средишту своје државе, прикључио је Босну и Рашку свом царству.
Иако се супротставио његовом освајању, Самуило је Јована Владимира вратио на чело Дукље. У историјским изворима се његови разлози не наводе, али се у Владимировом житију даје романсирани приказ дешавања. Према њему, Самуилова ћерка Косара (Теодора) је носила воду заробљеницима у тамници и загледала се Јована Владимира. Она је сазнала да је реч о племићу и затражила је од оца да га ослободи и ожени га њом, што је Самуило и урадио. Он је после тога вратио Јована Владимира на власт у Дукљу, док је његовог стрица Драгомира вратио на власт у Травунију. Византијски извори наводе готово истоветну причу за, сина солунског дуке Григорија Таронита, Ашота, који се оженио Самуиловом ћерком Мирославом, због чега поједини историчари одбацују саму причу о Владимиру и Косари као измишљену, али се историчари слажу да је Владимир, као Самуилов зет, враћен на власт у Дукљи.
Почетак X века је донео низ византијских победа над Самуилом (Сперхија, Скопље, Солун) и слабљење његове власти. Коначни слом његове снаге су доживеле 29. јула 1014. године на планини Беласици, код данашње Струмице. Василије II је после битке на Беласици наредио да се заробљеници (савремени извори наводе цифре од 14.000 и 15.000 (каснији извори 8.000), које се сматрају претераним) поделе у групе по 100 људи, окују и ослепе, а да се сваком стотом остави по једно око да би могао да их води назад. Он је због тога прозван Бугароубица (јер се Самуило прогласио за цара Бугарске, позивајући се на традиције Симеонове државе), док је сам Самуило доживео срчани удар када је видео своју ослепљену војску и умро два дана касније, 6. октобра 1014. године.
Наследио га је син Гаврило Радомир (1014—1015), кога је у лову, у августу или септембру, 1015. године убио његов брат од стрица Арона (који је убијен по Самуиловом наређењу), Јован Владислав (1015—1018) и преузео власт. Поред Радомира, по Владислављевој наредби, убијена је његова тадашња (друга) супруга Ирина из Ларисе (његова прва супруга је била мађарска принцеза коју је трудну отерао), а његов најстарији син је ослепљен.
Владислав је потом позвао Јована Владимира у Преспу, под заклетвом да му неће бити учињено ништа нажао. Према наводу његовог житија, Јован Владимир је дошао и на вратима цркве је убијен по Владислављевој наредби 22. маја 1016. године. Историјски извори не доносе податке о његовој смрти, док се у житију наводи да је његова супруга пренела и сахранила његово тело у манастиру Богородице Крајинске на Скадарском језеру, у коме се потом замонашила. Сам Владислав је првобитно склопио мир са Византијом, али су борбе врло брзо настављене. Он је почетком 1018. године погинуо при нападу на Драч, после чега се његова удовица предала Василију II, чиме је Самуилова држава и дефинитивно пропала, иако су поједине његове војсковође и поред тога, наставиле даљу борбу против Византије.

### Пропаст Неретљанске кнежевине
Након Самуиловог продора на Јадран, Задар и још неки приморски градови (који су формално признавали врховну власт Византије), обуставили су плаћање царског трибута тј. пореза, који је званично припадао византијском цару, али је плаћан житељима Неретљанске крајине, ради несметаног коришћења земљишта у залеђима градова. Као одговор на то, неретљански гусари су пресрели и заробили четрдесетак Задрана, што је покренуло млетачког дужда Петра II Орсеола (991—1009), који се 9. маја 1000. године упутио на источни Јадран, да пошаље 10 лађа против њих. Они су успели да изненаде неретљанске бродове између Ластова и Каче и заробе део њихових првака, који су спроведени у Трогир. Током Орсеоловог боравка у Сплиту, пред њега је изашла неретљанска делегација која је тражила да се њихови сународници ослободе, а да ће њихов кнез са племством дати свечано обећање да више неће нападати млетачке лађе на Јадрану и да се одричу данка који су им до тада Млечани плаћали. Дужд је прихватио њихов предлог и ослободио све, осим шесторице, који су задржани као таоци који гарантују испуњавање договора.
Он је после овога напао и заузео Корчулу, после чега се упутио ка Ластову. Његови становници су одбили дуждев захтев да поруше и напусте Ластовски град, због чега је дошло до борбе, у којој су, на крају, Млечани однели победу. Оба утврђења (на Корчули и Ластову) су после овога порушена, чиме је вековни сукоб Неретљана и Млетачке републике о превласти на Јадрану, решен у корист Млечана, који у мају 1000. године, постају суверени господари Јадрана.
Поред приморских кнежевина, развијала се и Дубровачка република на чијем челу се налазио изборни кнез. Најстарији познат по имену, који је пронађен у дубровачким архивама, јесте Лампридије, који се, око 1023. године, налазио на челу Републике светог Влаха.

## Друга српска држава — Дукља Војислављевића
Дешавања у Дукљи после смрти Јована Владимира нису позната из историјских извора, као ни његова веза са њеним наредним познатим владаром Стефаном Војиславом. Према „Летопису попа Дукљанина“, његов отац је био кнез Травуније и стриц Јована Владимира Драгомир, док му је мајка била ћерка жупана Љутомира из Рашке. Извесне потврде овога могле би се наћи и код византијских хроничара, који Стефана Војислава називају Травуњанином Србином.
Летопис такође наводи, да је, попут Јована Владимира, био ожењен принцезом из Самуилове (976—1014) породице са којом је имао петорицу синова (Гојислав, Предимир, Михаило, Саганек и Радослав). Словенски устаници који су се 1072. године побунили против Византије, тражили су од Војислављевог сина Михаила (око 1050—1081) да им пошаље једног од својих синова да га прогласе за цара и Самуиловог наследника, што би могла бити потврда његовог брака са неком Самуиловом сродницом.
Око 1019. године власт у Дукљи, као византијски вазал, преузео је Стефан Војислав (око 1019—око 1050). Након смрти Романа III Аргира (1028—1034) 11.04., Војислав је, највероватније наредне године, збацио византијску власт. Повод се може наћи у политици новог цара Михаила IV (1034—1041) коју је водио његов брат, евнух Јован Орфанотроф. Он је драстично повећао порезе и намете, који нису пунили само државну касу, већ и џепове самог Јована и његових рођака. Поред тога он уводи словенском становништву да плаћа порезе у новцу, уместо дотадашњег плаћања у натури, што доводи до великог револта међу Словенима, који ће на крају резултовати отвореном побуном. Међутим, Војислављев отпор је брзо савладан и он се већ 1035/1036. године нашао у Цариграду, као византијски заробљеник, а управу над Дукљом је преузео Теофил Еротик.

### Словенске побуне у првој половини XI века
Крајем 1037. или почетком 1038. године, он успева да побегне из затвора и да се врати у Дукљу, из које је потиснуо византијског намесника, Теофила Еротика, о чему сведочи запис Јована Скилице: „... Стефан Војислав, архонт Срба, који је био пре кратког времена побегао из Цариграда и заузео земљу Срба, протеравши оданде Теофила Еротика“. Током зиме 1039/1040. године, један византијски брод се због олујног ветра насукао у Дукљи, а његов товар, који је чинило 10 кентерија злата (7.200 златних номизми), Војислав је задржао за себе. Византијски цар је ово искористио као повод за напад на Дукљу и у пролеће 1040. године је послао на Војислава војску предвођену Георгијем Пробатом. Међутим, његове снаге су се загубиле на непознатом терену, што је Војислав искористио и потпуно их разбио.
Притисци на словенско становништво, изазвани унутрашњом кризом у Византијском царству, довели су до подизања нове словенске побуне, која је у лето 1040. године, избила у Поморављу. На челу устанка се нашао извесни Петар Дељан, кога су устаници у Београду прогласили за цара, док је он за себе тврдио да је унук цара Самуила (син Гаврила Радомира), за шта нема потврде у историјским изворима. Устаници су ослободили Ниш и Скопље, после чега се устанак проширио и на Повардарје. Подизање устанка је подигло тензије на цариградском двору, тако да је као последица једне дворске сплетке смењен драчки стратег и на његово место постављен његов, у локалном народу омражени, заменик, што је довело до побуне и у драчкој теми, на чијем челу се нашао извесни Тихомир. Устаничке војске су се брзо спојиле, а вођство над њима је преузео Петар, пошто је Тихомир, по његовој наредби, убијен каменовањем.
Устаницима се током септембра прикључио некадашњи византијски чиновник и унук Самуиловог брата Арона, Алусијан, а ослобођена територија је обухватала Поморавље, целу данашњу Македонију, Драчку тему, области око Витоше и Осогова, север данашње Грчке (Периферије Епир, Тесалију, Западну Македонију и Средишњу Македонију), а пред устаницима је поклекао и утврђени Драч. Њихове снаге су се после тога упутиле ка Солуну, из кога је пред њима побегао цар Михаило IV. Опсада града је поверена лично Алусијану, али је византијска војска, која је чувала градске бедеме, нанела тежак пораз устаницима.
Овај неуспех је довео до сукоба између Петра и Алусијана, који је означен као главни кривац за пораз. Сам Петар је непосредно након тога ослепљен, по наредби самог Алусијана, који је после тога напустио устанике и побегао у Византију, тако да су устаници практично остали без вођства. Сам устанак је потом врло брзо угушен, падом Острова, Прилепа и на крају, Бојане (код данашње Софије). Даља судбина Петра Дељана није позната (византијски извори наводе да је заробљен у завршним борбама и одведен у Цариград), док су самом Алусијану враћени поседи у Византији (који су му одузети раније, када је смењен са места стратега Јерменије) и додељена му је титула магистра.
Пропаст ове словенске побуне, средином 1041. године, омогућила је новом византијском цару Константину IX Мономаху (1042—1055), да у јесен 1042. године покрене нови напад на Стефана Војислава и Дукљу.

### Битка код Бара и стицање независности
Византијска војска се од Драча упутила према Скадру и Бару нападајући Дукљу са југа, док је византијским вазалима, рашком жупану, босанском бану и захумском кнезу Љутовиду наређено да са својим одредима нападну са севера. Пред јаким византијским снагама, Војислав се повлачио избегавајући борбу и препуштајући им територију, тако да су Византинци без борбе пролазили кроз Дуљкљу. Они су током свог надирања ка зетским кланцима палили, пљачкали и робили области кроз које пролазили. Иако се није упуштао у борбу због очигледне византијске бројчане надмоћи (савремени извори наводе 40.000, па и 60.000 војника, које се данас сматрају претераним, али се византијска бројчана надмоћ не доводи у питање), Војислав је са својим снагама запосео високе чуке и врхове кланаца којима су Византинци пролазили. Када је проценио да је скупио довољно плена и заробљеника, византијски заповедник је наредио да војска крене да се враћа из унутрашњости Дукље ка приморју.
Путања којом су се Византинци враћали ишла је кроз уске пролазе које је већ запосео Стефан Војислав. У изненадном ноћном нападу његових одреда на византијски логор у планинским теснацима, византијске снаге су потучене до ногу, а током борби је страдало седам њихових заповедника (стратега). Он је овом победом успео да сачува независност Дукље, чиме је она постала прва јужнословенска држава која је успела да избори своју независност од Византије, као и да прошири своју власт на околне српске кнежевине (Травунију и Захумље) које су до тада биле византијски вазали. У знак сећања на ову победу, у Црној Гори се датум битке прославља као дан војске Црне Горе.
Византијски извори наводе недатирани податак о Војислављевом сусрету са дубровачким стратегом Катаклоном, који је покушао да га зароби на превару. Када се Војиславу родио син, он се понудио да му буде кум на крштењу. Услед узајамног неповерења, они су се договорили да се нађу на ничијој земљи између Дубровника и Војислављевих земаља. Сам Катаклон је припремио дромоне на мору који је требало на његов знак да изненаде Војислава и заробе га. Међутим и сам Војислав је дошао на исту идеју и недалеко од места састанка је сакрио одред својих људи. На самом почетку састанка, Војислав је дао знак својим људима, који су изненадили Византинце и заробили стратега са сином и пратњом, након чега су их спровели у Стон. Иако се не наводи када се одиграо овај догађај, узима се да се то десило након 1042. године, јер се пре те године Стон није налазио под Војислављевом влашћу, иако има оних који га смештају пре 1034. године због рођења Војислављевог сина („Летопис попа Дукљанина“ наводи да су му синови 1042. године већ били одрасли и учествовали у бици).
Стање непријатељства према Византији је настављено до краја Војислављеве владавине тј. до средине 11. века. Након његове смрти, дошло је до унутрашњих борби око власти међу његовим синовима, из којих је као победник изашао Михаило (око 1050—1081). Има оних који сматрају да му је победу у том рату донела византијска подршка, пошто је он почетком своје владавине признао врховну власт византијског цара (око 1052. године), након чега му је додељена византијска титула протоспатра, а можда је добио и неку цареву сродницу за супругу. Извесно је такође, на основу византијских извора, да се под његовом влашћу пре 1072. године нашао и Котор, што неки аутори такође повезују са признавањем византијске власти односно миразом византијске племкиње.
Наредне две деценије, историјски извори не знају ништа о Михаилу и његовој владавини, тако да се он у том периоду највероватније бавио сређивањем унутрашњих прилика у земљи, јер Поп Дукљанин наводи да је Травунија на почетку његове владавине покушала да се одвоји.

### Словенски устанак у Поморављу и Михаилов рат са Византијом (1072—1075)
Током 1071. године, Византијско царство доживљава слом и на западу (у априлу Нормани освајају Бари) и на истоку (26.08. Битка код Манцикерта), а грађански рат који траје већ пола века поново избија на површину и захвата Царство. Већ наредне године, Словени у Поморављу подижу нову побуну предвођени Ђорђем Војтехом. Они су од Михаила затражили да им пошаље једног од својих синова, да им буде вођа и да га прогласе за цара. Тако су се почетком јесени 1072. године, устаницима прикључили Михаилов син Бодин и војвода Петрило са одредом од 300 људи. Они су заједничким снагама заузели Призрен и разбили византијску војску, заробивши том приликом дуку Скопља Михаила Даласина и војсковођу Лонгивардопула, који је послан Михаилу, док су устаници Бодина прогласили за цара Бугарске, под именом Петар III. Након тога је заузето Скопље, после чега се Бодин упућује на север ка Нишу, док Петрило са делом снага креће на Костур, заузимајући успут Охрид и Девол.
Паралелно са продорима устаника, Михаило је кренуо у офанзиву ка Драчкој теми. Међутим, већ крајем године Петрилова војска је потучена код Костура, његов заменик је заробљен, а он сам је успео да побегне преко данашње Албаније ка Михаилу. Пораз јужне устаничке армије, приморао је Бодина да се од Ниша упути назад ка Косову, у покушају да спречи Византинце да му одсеку одступницу ка Зети. Михаило му је у помоћ послао свог некадашњег заробљеника и византијског војсковођу Лонгивардопула (кога је оженио својом ћерком) са домаћим трупама ојачаним Норманима. Војске су се спојиле и код Пауна на Косову је дошло до борбе у којој су устаници потучени, сам Бодин, који се одликовао снагом и храброшћу, заробљен је, док је Лонгивардопул током борбе прешао на страну Византинаца. Бодин је послан у Цариград, где је био затворен у цркви светог Срђа и Ваха, након чега је послан у Антиохију, одакле га је спасао Михаило{{напомена|У „Летопису Попа Дукљанина“ се наводи да га је спасао стриц Радослав, али се овај податак одбацује као нетачан, пошто византијски извори не знају ништа о Радославу и наводе самог Михаила, као организатора Бодиновог ослобађања, потплативши млетачке трговце да га ослободе током уличних нереда између Грка и Јермена, док је Војтех умро од последица рањавања. Војне операције у драчкој теми су настављене до 1075. године, када Нићифор Вријеније сузбио Михаилове снаге и повратио граничне утврде према Зети, али није улазио у њу, плашећи се да му се не понови византијски пораз код Бара из 1042. године.

### Проглашење краљевине
Након Бодиновог повратка из заробљеништва, он је постао савладар свом оцу, коме су изгледа, током борби са Византинцима погинули сви други синови. Почетком 1077. године, он користи унутрашње сукобе у Византији и заузима Дубровник, а током исте године се проглашава за краља, за шта је од Папе затражио и потврду, од кога је покушао да издејствује обнову Дукљанске архиепископије. Папа Гргур VII му је током 1078. године потврдио титулу краља и највероватније му је послао краљевски венац, док су његови захтеви о обнови Дукљанске архиепископије усвојени тек 1089. године, након његове смрти.

### Повезивање са Норманима и битка код Драча
Поред повезивање са Папством, Михаило је успоставио везе и са Норманима са југа Апениснког полуострва, који су се спремали да се искрцају на Балканско полуострво предвођени Робертом Гвискаром (1059—1085). Он и његов син Бодин су током прве половине 1081. године пружили уточиште драчком стратегу Мономахату, који се повезивао са њима и Норманима. Он је побегао из Драча, када је на његово место упућен Георгије Палеолог, јер је наслутио да су његове везе откривене у Цариграду и да ће због ковања завере бити ухапшен. У априлу исте године, Михаило је свог сина и савладара Бодина оженио Јаквинтом, ћерком Архирица, Норманина из Барија. Сматра се да је умро непосредно после тога, а наследио га је његов син Бодин.
Према писању Попа Дукљанина, владао је 35 година, сахрањен је у цркви светог Срђа и Ваха на Бојани и наследио га је брат Радослав, који је владао 16 година, након чега га је Бодин, наводно, збацио са власти.
Током девете деценије 11. века, кнез неретљанских Срба био је Јакоб о чему сведоче и два записа са суђења. Први је из 1080. године, док се на другом, из 1089. године, уз њега као кнеза, спомиње и његов ризар Завида и још неки витезови. Почетком 12. века власт у Неретљанској области прелази у руке породице Качића из Омиша, тако да средиште Неретљанске области полако постаје Омиш уместо Мокрог (Макарске).
Инвазија на Балкан Нормана и њихових савезника, међу којима су, поред Дубровника, били и других приморски градови на источној обали Јадрана, а највероватније и Хрватска, отпочела је опсадом Драча, са копна и мора. Нови византијски цар, Алексије I Комнин (1081—1118), на све стране је покушао да пронађе себи савезнике против Роберта Гвискарда, али и да формира јаку војску којом би му се супротставио. Он је запленио црквене посуде и истопио их, да би од тог метала исковао новац којим је платио најамничку војску. Склопио је споразум са Млечанима о помоћи њихове флоте, који ће имати далекосежне последице{{напомена|Према наводима византолога Георгија Острогорског, овај споразум представља „темељ економској моћи Млетака на Истоку, на велику и трајну штету византијске трговине.“. Поред тога, он је покренуо локалне Албанце и Бодина, да сталним нападима ометају Нормане и снабдевање њихове опсаде.

Млетачка флота је у поморској бици потукла Нормане и прекинула опсаду града са мора, после чега је, међу Византинцима, дошло до саветовања о даљим борбама. Искуснији заповедници су се залагали да византијска војска остане унутар зидина, а да Бодинове снаге и Албанци наставе са сталним узнемиравањем Нормана и да се на тај начин сломи опсада, али је на крају ипак донета одлука, за коју су се залагали млађи заповедници, да војска изађе из града и у отвореној бици потуче Гвискарда. До битке је дошло 18. октобра, а на бојишту се појавила и поставила у борбени положај, у складу са византијским ратним планом, војска краљевине Зете, предвођена самим Константином Бодином. Међутим, Бодин није одмах ушао у битку, већ је остао са стране и, према наводима византијске хроничарке и Алексијеве ћерке Ане:
Пажљиво је чекао, како изгледа, да ако сазна да је победа превагнула на аутократорову (Алексијеву) страну, нападне и сам Келте (Нормане), а ако не, да се уздржи од борбе и потом повуче.— Ана Комнина, Алексијада
. Након што су се редови турских најамника у византијској војсци распали и када је постало јасно да ће Византија бити поражена, Бодин се са својим снагама повукао са бојишта. Алексију Комнину, који је током борби рањен, после његовог одласка постало је јасно да је битка изгубљена, тако да се он извукао из битке и повукао ка Охриду, због чега неки сматрају да је управо Бодин одиграо пресудну улогу у норманској победи, а самим тим и почетном успеху њихове инвазије. Сам Драч се затим предао Норманима, после чега је Гвискард наставио свој продор ка истоку. Његове снаге су током наредних година заузеле делове данашње Албаније, западне Македоније и северозападне Грчке, укључујући и утврђене градове Скопље, Охрид, Костур и Јањину. Међутим, после његове изненадне смрти, од куге, 1085. године, у његовој држави су избили немири, што је довело до потпуног слома Норманске инвазије.

### Ширење Зете и стицање верске самосталности
Током овог периода, Бодин је проширио своју власт на Рашку, у којој је за владаре поставио своје дворане Вукана и Марка, и Босну, у којој је за владара поставио кнеза Стефана. Највероватније после Гвискардове смрти, Бодин је започео офанзиву ка Драчу и запосео већи број градова (тј. трговишта), на подручју између њега и своје престонице, Скадра, а са нападима на Византију је отпочео и рашки жупан Вукан.„Летопис Попа Дукљанина“ чак наводи да је заузео и сам град Драч, али о томе нема потврда у осталим историјским изворима, мада се сматра да је вероватно овладао његовом околином. Његову офанзиву сузбио је драчки стратег Јован Дука, који је повратио некадашње византијске поседе и на крају, успео да, око 1090. године, зароби самог краља Бодина у великој бици. У историјским изворима нема података о његовом заробљеништву и ослобађању, док се у „Летопису Попа Дукљанина“ наводи да је Драч и област око њега вратио цару Алексију, према условима закљученог мира, мада се битка и његово друго заробљавање не помињу. Извесно је да се већ 1091. године налазио на власти у Зети, јер се у византијским изворима, после победе над Печенезима у бици код Лебуниона 29. априла 1091. године, помиње страх „да Бодин и Далмати (тј. Срби) намеравају да прекрше уговоре и крену против наше територије“.
Поред војне офанзиве, Бодин је наставио очев рад на стварању независне цркве у својој држави, чиме би она остварила и верску самосталност тј. добила „све елементе државности потребне једној држави у средњем веку“. Он је од антипапе Климента III (1080—1100) добио 08. јануара 1089. године повељу којом се обнавља античка архиепископија Доклеја, уздизањем Барске епископије на ниво архиепископије. Дотадашњи барски епископ Петар је постао њен први архиепископ, а подређене су јој епископије: Бар, Котор, Улцињ, Свач, Скадар, Дриваст, Пилот, Србија, Босна и Травунија. Према наведеним називима епископија, јасно је да су границе новостворене архиепископије одговарале тадашњим границама краљевине Зете.

### Вуканова офанзива
Од 1091. године и уништења Печенега, пажња Алексија I се окреће ка деловима северозападне границе, коју су, током претходних година, угрожавали Срби својим упадима. Поред страха од Бодина, помиње се и српски велики жупан Вукан, пошто је византијски цар добио податке да се он спрема на нове нападе, због чега је сматрао да границу према њему треба додатно ојачати. Током наредне године је, под његовим надзором, на граници према Србима, на тлу данашњег Косова и Метохије, подигнут већи број дрвених и камених кула, шанаца и осматрачница. Међутим, Вукан је већ 1093. године упао у Византију, опљачкао делове Косова, док је Липљан заузео и спалио. Византијски цар је, на вести о његовом упаду, покренуо војску да би га сузбио и повратио град. Сам Вукан се повукао са Косова у Звечан, а цару је, у Скопље, послао гласнике са писмом. Он је навео да су локални византијски намесници кривци за његов напад, јер су „вршили разне упаде и нанели не малу штету Србији“. Алексије је прихватио његов предлог да се закључи мир, којим се потврђују пређашње границе, а који би он, додатно, гарантовао давањем талаца, тако да се вратио у Цариград, док је локалним намесницима наредио да поправе порушене објекте на граници и преузму српске таоце. Вукан је током наредних месеци стално одлагао слање талаца, што му је Алексије, у више наврата, изнова захтевао у писмима.
Пошто српски таоци нису стигли, Алексије је послао против Вукана војску, предвођену његовим братанцем Јованом Комнином. Византијске снаге су код Липљана прешле Ситницу и подигле логор утврђен палисадом, наспрам српског утврђеног Звечана. Српски жупан је Јовану послао гласнике, преко којих му је поручио да жели мир са Византијом и да ће послати таоце, али је истовремено окупљао своје снаге за борбу. Јована је о његовим припремама известио један монах, али је он одбио да у то поверује и оптужио је монаха да је лажов и варалица. Непосредно након тога, Вукан је у изненадном ноћном нападу уништио византијски логор. Само је мали део византијске војске успео да се спасе и повуче, са Јованом, назад у Липљан, док је већи део побијен на спавању, погинуо у борби или се удавио у Ситници. Остаци византијске војске су се из Липљана повукли ка Цариграду, а српске снаге су потом, преко Косова и Метохије, упале на север данашње Македоније, опљачкале околину Скопља, Горњи и Доњи Полог, после чега су опустошиле област око Врања и вратиле се у Рашку. Вуканов упад у Византију је приморао Алексија да се, по трећи пут за само три године, са војском упути на границу према Србима. Он је без отпора ушао у порушени Липљан, у коме је примио Вуканове гласнике преко којих је српски велики жупан понудио склапање мира и раније обећане таоце. Вукан је, са својом пратњом, потом дошао у град и закључио, током 1094. године, мировни уговор са царем Алексијем, коме је предао 20 талаца, међу којима су били и његови синовци, Урош и Стефан Вукан. Овај уговор је донео мир на тај део српско-византијске границе, јер током наредних десетак година нема помена о Вукану и српским упадима у историјским изворима. Истовремено, преговори које је, у два наврата, водио са Алексијем сведоче о Вукановој снази, јер је он први српски владар који равноправно преговара са византијским царем.
Током ових дешавања, историјски извори ћуте о краљу Бодину, што историчари тумаче тиме да је његова моћ опала након заробљавања и да због тога нападе на Византију, у последњој деценији 11. века, предводи искључиво Вукан, иако су током претходне заједнички вршили нападе. У прилог овоме иду и византијски извори који у вези са Вукановим спаљивањем Липљана 1093. године дају и оцену да је он „човек који је држао сву власт у Далмацији“ тј. у тадашњој српској држави. Са друге стране, у „Летопису Попа Дукљанина“ се наводи да је Бодин, после заузећа и враћања Драча Византији, започео са нападом и опсадом Дубровника, који је тада признавао византијску врховну власт. Остали историјски извори не доносе потврде о овом нападу, осим пар хроника из позног средњег века, због чега му историчари прилазе са великом резервом, јер „нема могућности да се провери колико је реална основа ових легендарних казивања“. Ипак, поједини историчари сматрају да је до ње вероватно могло доћи, а њено трајање смештају у период од 1092. до 1094. године. Повод за напад на Дубровник су, према Летопису, биле унутрашње борбе међу Војислављевићима око власти односно уточиште, које је град пружио делу његових противника. Бодин је на крају успео да заузме град, али су његови сродници пре тога отишли из њега и преко Сплита и Апулије, стигли у Цариград. Извесна потврда Бодинове опсаде Дубровника могла би бити и карта града из 12. века, сачувана у познијим преписима, на којој је, насупрот Дубровника, приказано утврђење под називом Rocca di Bodino тј. Бодинова тврђава, чија се изградња приписује Стефану, кнезу Босне, што би могла заправо бити кула краља Бодина, коју је, према Летопису, подигао Бодин после заузећа града.

### Први крсташки рат и смрт краља Бодина
Последњу деценију 11. века, у средњовековној Европи, обележио је почетак крсташких ратова. Под утицајем проповедника Петра Пустињака и са благословом папе Урбана II (1088—1099), велике масе ситног племства, витезова, ратника, али и обичног народа, кренуле су у Свету земљу да ослободе Христов гроб од неверника. Већ са сабора у Клермону (новембар 1095), на коме је донета одлука о походу, велики број људи је са Петром кренуо ка Јерусалиму. Целим својим путем преко Европе, учесници овог Сељачког крсташког похода пљачкали су локално становништво да би дошли до хране и других потрепштина, због чега су, готово константно, били изложени нападима. Током свог похода, они су напали мађарски Земун, спалили и опљачкали византијски Београд, да би код Ниша у сукобу са византијском војском страдала четвртина крсташке војске (око 10.000 људи), док су се њени остаци сакупили тек код Беле Паланке, након чега су се упутили ка Софији, од које су под војном пратњом спроведени до Цариграда. Средином 1096. године, ка Светој земљи су кренуле и организоване војне јединице, крећући се како копном, тако и морем, а њихово прво одредиште био је Цариград. Један део крсташа кретао се, крајем године, источном обалом Јадрана. На њиховом челу се налазио гроф Ремон Тулуски (1094—1098, 1099—1105), један од вођа I крсташког похода. Целим својим путем крсташи су отимали храну од локалног становништва, што је често доводило до отворених сукоба. Поред тога, поједини крсташки одреди, који би се одвојили од главнине војске, постајали су мета пљачкашких банди. Ову групу крсташа је, у зиму 1096/1097. године, краљ Бодин примио и угостио у својој престоници, Скадру. Том приликом се побратимио са њиховим вођом, Ремоном Тулуским, који му је поклонио богате дарове, док је Бодин обећао да ће обезбедити крсташима безбедан пролаз кроз његове земље. Међутим, њихови сукоби са локалним становништвом су настављени и поред Бодиновог обећања.
Краљ Константин Бодин умире 1101. године (можда већ у фебруару/марту 1099. године) и сахрањен је, према наводима Летописа, у цркви светих Срђа и Ваха. Његовом смрћу, престаје низ јаких зетских владара о којима пишу страни извори. Његове наследнике помиње само полулегендарни „Летопис Попа Дукљанина“, према коме су Војислављевићи током 12. века били у сталном међусобном сукобу око власти. Сукобљеним странама подршку су давале великожупанска Србија и Византија, због чега ова борба представља и борбу два непосредна суседа Зете око утицаја у њој, као последицу сталних сукоба ове две државе и тежње српских великих жупана да се осамостале и прошире на рачун Византије. Крај владавине Војислављевића Зетом донеће њихов сродник и српски велики жупан Стефан Немања, освајањем остатака њихове државе током девете деценије XII века.

## Трећа српска држава — Србија Вукановића
Почетак 12. века донео је велике промене Балканском полуострву. Византијско царство, после готово осам деценија својеврсног грађанског рата и слабљења државе под налетима Турака и Нормана, стабилизује се под вођством Алексија Комнина и почиње обнову своје власти. Краљевина Зета са Бодиновом смрћу 1101. године губи свог последњег снажног краља, а његови наследници на престолу зависе искључиво од подршке коју им пружају великожупанска Србија или Византија. Истовремено, Мађарска држава, предвођена краљем Коломаном (1096—1116), заузима Хрватску 1102. године, под њен утицај долазе и приморски градови у Далмацији, а најкасније у трећој деценији XII века, припаја себи Босну. После ових проширења, она се окреће ка југоистоку и Моравској долини, чиме долази у директан сукоб са Византијом. Управо та борба представљала је главно обележје прве половине XII века, а српски велики жупани, иако византијски вазали, готово редовно су у њој учествовали, као мађарски савезници, покушавајући да се на тај начин ослободе од Византије.

### Унутрашње борбе у Зети и долазак на власт великог жупана Уроша I
После Бодинове смрти, на власти се учврстио његов полубрат Доброслав, који је према Летопису, био син краља Михаила Војислављевића, из његовог другог брака са византијском принцезом. Против њега су, из Цариграда, упућени синови и унуци Михаиловог брата, Радослава, који су се искрцали у Драчу. Један од њих, Кочапар, из Драча је отишао у Рашку, одакле је са Вуканом упао у Зету. Њихове снаге су у борби потукле Доброслава, који је заробљен и послат у Рашку, а Кочапар је постао нови краљ. Међутим, ни он се није дуго задржао на власти, пошто је Вукан планирао да за краља доведе Владимира Војислављевића, за кога се у Летопису наводи да је био унук краља Михаила и син његовог најстаријег сина Владимира. Кочопар се повукао у Босну и оженио се ћерком босанског бана (у вези дешавања са почетка девете деценије 11. века, писац Летописа јасно наводи да је Босном владао кнез), а касније је погинуо у борбама, у Захумљу. Нови краљ је, годину или две дана после Бодинове смрти (1102/1103. или већ 1100/1101), постао његов братанац Владимир, уз подршку српског великог жупана Вукана, чијом се ћерком оженио. Он се помирио са својом браћом и донео мир у државу, а његов стриц и некадашњи краљ Доброслав, из Рашке је пребачен у зетску тамницу.
Поред ширења свог утицаја у Зети, Вукан је у пролеће 1106. године поново упао у Византију. Он је вероватно покушао да искористи нови нормански поход који се спремао и успео је да у једној бици поново потуче византијску војску предвођену Јованом Комнином. Без обзира на то, рат је окончан у новембру исте године, тако што је Вукан поново предао таоце цару Алексију. После овога, о њему више нема података у изворима, а данашњи историчари сматрају да је умро између 1112. и 1115. године или можда већ 1112. године. Дешавања која су уследила непосредно након његове смрти, нису позната, али је извесно да је међу Вукановићима дошло до борбе око власти у којој је један од поражених био и Завида, који се склонио у Зету, где му се, око 1113. године, родио најмлађи син, Стефан Немања. Питање његовог порекла и данас је отворено, због чега једни сматрају да је био Вуканов син, други да је био син Вукановог синовца Стефана Вукана, док трећи сматрају да је био син Уроша I.
Извесно је да великожупанска власт, врло брзо после Вуканове смрти долази у руке његовог братанца Уроша I, који се готово две деценије раније, нашао међу српским таоцима, предатим византијском цару. Начин на који је он дошао на власт, било као директан наследник жупана Вукана, било као победник у борбама које су уследиле, остаје непознат.
У исто време, долази и до промене власти у Зети. Према писцу Летописа, Бодинова удовица Јаквинта је после дванаестогодишње владавине краља Владимира (1114/1115. или већ 1112/1113) организовала заверу у којој је прво отрован краљ Владимир, а потом је у тамници Доброслав ослепљен и кастриран, после чега је затворен у самостан светих Срђа и Ваха на Бојани. Нови краљ постао је Бодинов и Јаквинтин син Ђорђе, кога је, током друге године владавине (1115/1116. или већ 1113/1114), збацила византијска војска предвођена Калојованом Куманом (поједини историчари сматрају да је реч о сину тадашњег византијског цара Алексија и будућем цару, Јовану II). Ђорђе је побегао у Рашку, а Византинци су за новог владара поставили Грубешу, унука Михаиловог брата Радослава. Током седме године његове владавине (1121/1122. или већ 1119/1120), уз помоћ војске великог жупана, највероватније Уроша I, Ђорђе упада у Зету и у бици код Бара побеђује војску краља Грубеше, који је погинуо у борби.

### Први рат Мађара и Срба против Византије
Нови византијски цар, после смрти цара Алексија 1118. године, постаје његов син Јован II Комнин (1118—1143), који је, по оценама савременика био највећи владар међу Комнинима. Његове снаге су 1122. године уништиле Печенеге и раселиле их широм Византије, чиме је окончана њихова последња велика офанзива и они више нису представљали претњу по Византију. У то време кнез Дубровачке републике је био Савин (1123—1126), док се као наредни кнез, чије име је остало сачувано у дубровачким аналима, спомиње Петар, који је био кнез од 1151. до 1153. године.
Готово је непознато шта се дешавало у Рашкој и Босни, током већег дела треће деценије 12. века. „Летопис Попа Дукљанина“ наводи да је Ђорђев рођак и противник Градихна, нашао уточиште у Рашкој и оженио се ћерком рашког великог жупана. Он потом помиње његовог брата, који је као властелин краља Ђорђа, упао у Рашку, заузео Оногошт и многе друге жупаније. Касније је, по његовом савету, и сам Ђорђе упао у Рашку, заузео је и опљачкао, а из тамнице је ослободио жупана Уроша, кога су затворили његови рођаци, после чега га је вратио на власт. О променама власти у Рашкој, говоре и мађарски извори, према којима је 1126. године, краљ Иштван II (1116—1131) упао у Рашку и заробио тамошњег великог жупана.
Трећа деценија XII века, донела је велико заоштравање у мађарско-византијским односима. Тадашњег краља Иштвана II, покушао је да свргне са власти, његов стриц, Алмош, који се после овог неуспеха склонио у Византију. Супруга тадашњег цара, Јована II, Ирина, била је мађарска принцеза из династије Арпада, сестра од стрица Алмоша и Иштвановог оца, краља Коломана. Сам Алмош, као и његов син Бела (II), ослепљени су по наређењу краља Коломана, неколико година пре његове смрти, 1116. године. Он је после одласка у Византију прешао у православље и променио име у Константин, а о поверењу које је Јован имао у њега, говори податак да га је поставио за управника једне области у Македонији. Сам Иштван је његов боравак у Византији сматрао претњом по његову власт и тражио је од Јована да му преда Алмоша, што је овај одбио. Сукобљени интереси (Мађарска је тежила ширењу низ Моравску долину, док је Византија желела да поврати Срем, који је изгубила пола века раније) и боравак мађарског претендента и његових присталица у Византији, били су довољан разлог за рат две државе који је букнуо 1127. године. Није искључено и да су смене на великожупанском престолу биле заправо сукоб утицаја два моћна суседа, који су настојали да обезбеде себи савезнике у предстојећем рату, као што су сугерисали неки историчари.
Велики рат је отпочео мађарским нападом на византијски Београд. Град је заузет и разорен, а камење из Београдске тврђаве је пребачено преко Саве и од њега је подигнуто Земунско утврђење. Мађари су потом продрли низ Моравску долину, заузели Ниш, после чега су кренули на исток, освојили Сердику и на крају стигли до Филипоља. Истовремено, рашки велики жупан Урош I, подигао је устанак и напао византијски гарнизон у утврђеном Расу. Византијске снаге су побеђене, а сам Рас је спаљен, због чега је његов заповедник Критопал, по наређењу цара Јована, обучен у женску одећу и на магарцу спроведен градским тргом. Међутим, Византинци су успели да потисну Мађаре, тако да су борбе настављене на Дунаву, око Београда, Браничева и Харама. Мир је на крају склопљен 1129. године и према њему је потврђено стање које је постојало пре почетка рата. Склапање мира са Мађарима, омогућило је Јовану II да се окрене Рашкој, која се побунила против Византије. Надмоћнија византијска војска упала је и опљачкала Рашку, а Урошев покушај да јој се супротстави, завршио се потпуним поразом. Византија је обновила свој суверенитет, а велики број српских заробљеника, Јован II је преселио у Малу Азију, у област око Никомедије. Њихова насеља у том крају, постојала су и почетком 13. века, што сведочи о броју Срба који су пресељени. Неки историчари претпостављају да се приликом склапања мира 1129. године, једна од одредби тицала и слања помоћних одреда односно обавезе српских великих жупана да свом суверену, византијском цару, шаљу 2000 војника за рат у Европи и 300 војника за рат у Азији.
После овог пораза, српско-мађарско савезништво је утврђено и везом између две владајуће династије, Вукановића и Арпада. Током 1129. или 1130. године, договорен је брак између Урошеве ћерке Јелене и наследника Иштвана II, слепог Беле (II) (1131—1141). Већ 1131. године, Иштван је преминуо и Бела је постао нови краљ, а Јелена нова краљица. Заједно са њом, на мађарски двор је дошао и њен брат Белош и њих двоје ће, у наредним деценијама, бити веома утицајне особе у Мађарској. Државни сабор краљевине Мађарске, одржан је 1132. године у Араду и на њему се, уз Белу, појавила и Јелена, са њиховим новорођеним сином и престолонаследником Гезом (II). Током сабора, похватани су и побијени Белини противници међу властелом (њих 68), а значајну улогу у овоме одиграла је и сама краљица Јелена. Овај догађај је оставио велики траг међу Мађарима, о чему сведочи и његово представљање у Мађарској илустрованој хроници, насталој око 1360. године.
У Зети се Бодинов син Ђорђе, после враћања Уроша на великожупански престол, окренуо разрачунавању са својим рођацима, што је на крају довело до византијске војне интервенције из Драча. Прво под вођством извесног Пиригордија, а потом под господином Алексијем Контостефаном, византијске снаге су, после дужих борби, успеле да победе и заробе Ђорђа у Облуну, на Скадарском језеру. Нови краљ постао је Градихна, зет једног рашког жупана, син кнеза Бранислава, који је, према Летопису, био син рођеног брата краља Михаила, Радослава. Сам Ђорђе је одведен у Цариград и затворен у тамницу, у којој је и умро. Према наводима Јакова Лукаревића, дубровачког писца из 16. века који је своје дело засновао на „Летопису Попа Дукљанина“, Ђорђе је свој живот окончао у тамници која се налазила у склопу царског двора Комнина у кварту Влахерни, која се налазила у северозападном делу византијског Цариграда. Реч је вероватно о Анемовој кули, смештеној у склопу Влахернског бедема.
Српски велики жупан Урош I, поред Јелене и Белоша, имао је бар још троје деце, синове Уроша (II) и Десу, као и ћерку Марију. Име његове супруге није познато, иако се у неким српским родословима помиње да је у питању била француска принцеза Ана или Катарина, западни извори не помињу овакав брак. Са друге стране, у једном запису чешког војводе Собјеслава I (1125—1140) из 1134. године, помиње се могућност склапања брака између Конрада II Пшемисла од Знојма и Урошеве ћерке Марије, који је касније закључен. Њен портрет је очуван у ротонди свете Катарине у Знојму, а њен син Конрад (II) је био чешки војвода (1189—1191).
Прве године '40-их година XII века, довеле су нове владаре на власт у балканским земљама. Краљ Мађарске, слепи Бела II, преминуо је 1141. године, а нови краљ је постао његов малолетни син (рођен око 1130) Геза II (1141—1162), кога је васпитавао његов ујак Белош. У ово доба, преминуо је и последњи зетски краљ, Градихна, после целих једанаест година владавине и сахрањен је у самостану светих Срђа и Ваха, на Бојани. Наследио га је син Радослав, са браћом Јованом и Владимиром. Византијски цар Јован II Комнин, преминуо је 08.04. 1143. године. Нови цар је постао његов најмлађи син Манојло (1143—1180), пошто су старији синови Алексије и Андроник преминули током епидемије 1142. године, док је сам Јован на самрти дао предност Манојлу у односу на његовог старијег брата Исака. Српски велики жупан Урош I, умро је 1144. или 1145. године, јер се већ 1146. године, као византијски вазал, помиње његов најстарији син Урош II.
После очеве смрти, кнез Радослав (писац Летописа га помиње са титулом кнеза, за разлику од његовог оца кога помиње са титулом краља, што су историчари протумачили тиме да се Радослав одрекао краљевске титуле у корист Византије) је отпутовао у Цариград код цара Манојла, који му је дао целу земљу да њоме господари како је раније држао његов отац. Током владавине Радослава и његове браће, дошло је до побуне у деловима Зете и Травунији, у којима је на власт доведен, син жупана Уроша I, Деса. Војислављевићи су под својом контролом задржали приморски појас од Котора до Скадра и из тог подручја су започели офанзиву, током које су успели да поврате изгубљене области.

### Други рат Мађара и Срба против Византије
На међународном плану, дошло је до новог заоштравања односа између Нормана и Византије, али и стварања ширих савеза око њиховог сукоба. Манојло се повезао са немачким краљем Конрадом III (1138—1152), док је у савез са Норманима касније ушао француски краљ Луј VII (1137—1180). Други крсташки поход, 1147. године, у коме су Конрад и Луј узели учешће, везао је руке византијском цару, кроз чије земље су крсташи пролазили и правили штету, а међу њима су се чак јавиле и идеје о нападу на сам Цариград. Овај поход се завршио потпуним неуспехом, а његови главни добитници били су Селџуци (против којих је и био уперен), али и нормански краљ Рожер II (1130—1154). Он је у јесен исте године заузео Крф, а потом Коринт и Тебу. Ово је представљало велики ударац византијској економији, јер су ова два града били средишта производње свиле (Рожер је чак византијске мајсторе пребацио на Апенинско полуострво) и најбогатији градови у Грчкој. У наредним годинама, византијско-немачком савезу прикључила се Млетачка република, која је помогла Манојлу да поново заузме Крф 1149. године, док су се савезу око Рожера II, прикључиле Мађарска и Србија. Током овог периода, Белош Вукановић је био једна од главних личности тадашње Мађарске. Он је 1142. године постао бан, 1145. године и палатин тј. управник двора, а 1146. године је успешно сузбио немачке нападе на Мађарску.
Манојло Комнин се током 1149. године припремао да отпочне инвазију на норманску Сицилију. Током ових припрема, он је добио обавештења о савезима који су у Европи (савез Нормана са Србима и Мађарима) и Азији (савез Јакуба Арслана са иконијским султаном Масудом I (1116—1156)) склопљени против Византије, као и о томе да су Срби из Рашке, иако номинално византијски вазали, отпочели са нападима на друге, „њима суседне земље које су биле под Ромејима (Византинцима)“. Византијски извори не дају прецизније податке о којим земљама је реч, али се сматра да је реч о суседним српским областима, које су, као и Рашка, признавале врховну власт византијског цара. Највероватније се радило о Травунији, Горњој Зети и Захумљу. Византијски цар је одустао од инвазије на Сицилију и покренуо своје снаге ка Рашкој. Прво је заузео Рас, у коме је оставио војну посаду са својим сродником севастоипертатом Константином Анђелом на челу. Потом је заузео област Никаву (вероватно Горњи Ибар) са свим утврђењима, после чега је дошао до Галича, на западним обронцима Копаоника, код села Сочанице. Његова посада је одбила да се преда Манојлу, због чега су Византинци отпочели са опсадом и после три дана су на јуриш заузели утврђење. Током овог времена, Урош II се није упуштао у отворену борбу, али су његове снаге стално нападале византијске одреде. Византијски цар је покушао да увуче главнину Урошевих снага у отворену битку и зароби га, али до тога није дошло и он је, на крају, морао да се задовољи спаљивањем Урошевог двора. Византијске снаге су се после тога повукле из Рашке, а српски заробљеници су расељени широм Византије.
Манојло је, крајем лета идуће године (1150), започео нови поход против Рашке. Он је био обавештен да ће Срби добити појачање из Мађарске, због чега је покушао да га пресретне и уништи пре спајања две војске. Тачан правац византијског кретања није прецизно утврђен, а Јован Кинам наводи да се војска окупила у Нишу и упутила преко Лонгомира (Лугомира) и у близини Саве окренула ка Дрини, за коју каже да извире негде одозго и одваја Босну од остале Србије. Он такође додаје и да Босна није потчињена архижупану Срба, а из других извора је познато да њом, у то доба, влада, мађарски вазал, бан Борић.
Византинци нису успели да спрече спајање две војске, иако су имали мањих окршаја са мађарским одредима. До велике битке, дошло је крајем јесени, по великом снегу који је отежавао борбу, на реци Тари (мишљења су подељена око тога да ли је реч о Тари у Србији, код Ваљева или о Тари у Црној Гори). Манојло Комнин је покушао да ратним лукавством стекне предност на бојишту, јер се сусрео са безбројним мноштвом добро наоружаних Далмата, који су се налазили са друге стране реке. Битка је отпочела ујутру, а на њеном почетку, страшно пребледели византијски извиђачи су испрекиданим гласом јавили цару да је на другој обали реке веома бројна војска постројена у фаланге и да у њој, поред Срба, има мађарске коњице, Халисија (који су живели у Срему) и Печенега.
Прва фаза битке припала је Византинцима, који су потиснули здружену српско-мађарску војску у повлачење и успели су да заробе жупане Грдешу (кога помињу и други извори) и Вучину. Међутим, у другој фази битке поједини делови византијске војске, предвођени између осталих Гифардом и Михаилом Враном, су запали у очевидну опасност у покушају да сустигну и униште српско-мађарске снаге. Тек је улазак самог Манојла Комнина у борбу, донео победу Византинцима. Према речима византијских писаца, он је у двобоју савладао и заробио архижупана Вакхина, за кога се сматра да је био заповедник мађарских помоћних одреда. Битка је овиме окончана, јер је Манојло, на наговор својих заповедника, али и самог Вакхина, одустао од даље борбе и допустио Србима и Мађарима да се повуку са бојишта.
У византијски логор су после битке дошли Урошеви изасланици који су затражили мир од византијског цара. Према његовом захтеву, у логор је касније дошао и сам Урош II. Он је са Манојлом склопио мир по коме се великожупанска Србија поново потчинила Византији, а његове вазалне обавезе су се повећале са 300 на 500 војника за византијске ратове у Азији, док је на снази остала стара обавеза о слању контингента од 2.000 војника за ратове по Европи.
Већ наредне године (1151), Манојло Комнин је покушао да искористи заузетост краља Гезе II борбама међу Русима и нападне краљевину Мађарску, у знак одмазде за помоћ коју је пружена Србији претходне године. Византијске снаге су опустошиле Срем и заузеле Земун, након чега су се повукле назад преко Саве. Мађарске снаге предвођене Белошем, нису се упустиле у борбу са Византинцима, већ су покретом ка Браничеву, направиле варку византијској војсци, која се повукла од саме границе код Београда, ка граду, да би га заштитила од мађарског напада, до кога није дошло. Изгледа да су у овом византијском походу учествовали и српски помоћни одреди из Србије. О овоме сведочи Манојлов савременик Михаило Солунски који наводи да је срећан исход овог похода за њих био несрећан јер деснице своје и то копљима наоружане, дигоше на пријатеље и савезнике. Из његовог говора у част цара Манојла Комнина, може се закључити да Урош није послао цару помоћне одреде када је то од њега 1151. године затражено, већ је то учинио тек када се византијска војска уместо према Мађарској, упутила према Србији.
Сукоб две државе овиме није био окончан, тако да је идуће године дошло до концентрисања снага у пограничној зони, али није дошло до борби. Манојло се и 1153. године спремио за рат против Мађара, али су га, на путу ка граници, у Сердици пресрели Гезини изасланици који су од њега затражили мир. Он је прихватио њихов захтев, после чега је своје снаге окренуо против Србије. Није познат разлог његовог новог похода на Србију, али је вероватно дошло до обнове сарадње Срба и Мађара против Византије. Српски велики жупан Урош II (по некима, радило се о Деси) се није упустио у борбу са Византинцима, већ је поново прихватио вазалне обавезе.
Исте године, погранична област према Мађарској, додељена је на управу царевом старијем брату Андронику (I) (1183—1185). Он се врло брзо повезао са мађарским краљем коме је обећао ту пограничну област, ако му помогне да свргне Манојла и дође на власт. Геза II је за 1154. годину спремао велику офанзиву против Византије и окупио је велику војску, у којој су се поред његових, налазиле и снаге његових савезника (Чеха, Саксонаца и других) и вазала (међу којима се нашао и бан Босне Борић). Андроникова завера је откривена у Византији и он је ухапшен, док је Геза II отпочео напад на Византију опсадом Браничева. Сама вест да се цар Манојло приближава граду, била је довољна да Мађари прекину опсаду и крену да се повлаче. Једно одељење византијске војске, за које се наводи да је најхрабрији део (Манојлове) војске, под командом Василија Цинцилука, послато је да пресече пут Борићу,егзарху далматске (српске) земље Босне, али је грешком напало главнину мађарске војске и потучено је до ногу. Прилике на граници је додатно искомпликовала завера у самом Београду да се град преда Мађарима. Међутим, византијске снаге су успеле да спрече предају града и одбране своју северну границу. Почетком исте године преминуо је Рожер II, а већ 1155. године закључен је мир између Мађарске и Византије којим је потврђена дотадашња граница, Византија је добила ратну одштету и њиме су, за неколико наредних година, окончани сукоби.

### Србија под утицајем Манојла Комнина
Током 1155. године (по некима већ 1153), дошло је до смене власти у Србији. Уз подршку Мађарске, нови жупан постао је Урошев најмлађи брат Деса. Ова промена је довела до сукоба у самој држави, јер су и Урош и Деса уживали подршку једног дела племства. Њихов сукоб је окончао сам Манојло, пред кога су, као свог суверена, изашли српски жупани. Он је на власт вратио Уроша II, а Деси је на управу доделио област Дендру. У склопу својих вазалних обавеза, српски помоћни одреди су учествовали 1160. године, у византијском походу против Иконијског султаната под вођством Килиџ Арслана II (1156—1192). Овај поход и они који су уследили, приморали су Арслана да дође у Цариград 1162. године и прихвати обавезу слања помоћних одреда Манојлу.
Мађарски краљ Геза II, умире 31.03. 1162. године, а у држави почиње грађански рат међу његовим сродницима око власти. Наследио га је син Иштван III (1162—1172), али су и Гезина браћа, Владислав и Иштван, који су се налазили у Византији, полагала право на престо. Већ у лето исте године, Ладислав II (1162—1163) је постао краљ, али он умире почетком 1163. године, тако да се сукоби настављају. Његовог брата Иштвана IV (1163—1165) подржавали су Белош и Борић, али и сам Манојло Комнин, пошто је био ожењен његовом братаницом Маријом.
У овом периоду, Манојло се окренуо сређивању прилика у Србији. Он је 1162. године свргнуо са власти великог жупана Примислава (Првослава), за кога се сматра да је заправо Урош II. Његово име помиње само византијски хроничар Јован Кинам, који додаје да је он раније дизао устанак и поступао по сопственом нахођењу и због тога замало није доспео дотле да од цара буде свргнут са власти, али поново задобивши његову наклоност, остаде на истом положају. Свргнутом жупану је Манојло доделио на управу плодну и богату област, а за новог владара Србије је поставио његовог брата Белоша. Он се после краће владавине повукао са власти и отишао у Мађарску, у којој је касније умро. На његово место, Манојло је поставио његовог брата Десу (1162. или 1163), који се обавезао да ће поштовати своје вазалне обавезе и вратити цару Дендру.
Његова владавина није дуго потрајала, јер га је већ 1163. или 1165. године Манојло збацио са власти. Разлози за његово свргавање биле су његове везе са Мађарима и покушаји да се повеже са Немцима женидбом, али и то што није вратио цару Дендру и одуговлачио са слањем помоћних одреда на окупљање византијске војске у Ниш. Његова даља судбина није прецизније утврђена. Јован Кинам наводи да је спроведен у Цариград и затворен у тамницу, у склопу двора (вероватно Анемов затвор у Влахерни). Мавро Орбини наводи да се он вратио у Требиње у коме је умро, након чега је сахрањен у цркви светог Петра у Пољу. Каснија археолошка истраживања су у цркви открила постојање ктиторског гроба у њој, који би могао да буде и Десин. Са друге стране, неки историчари сумњају у ову вест и сматрају да се он повукао у Мађарску, јер се у каснијим изворима (из 14. века) помиње да је мађарски краљ Иштван III, 1168. или 1169. године, удао његову ћерку за Леонарда, кнеза Осора и сина млетачког дужда Витала II Микелија (1156—1172).
У ово доба са политичке сцене нестају и Белош и Борић, који су подржавали пораженог Иштвана IV у борбама око мађарског престола. Белош се у изворима последњи пут јавља 1163, а умро је пре 1198. године, када се у једном писму помиње као покојни. Он је подигао велики бенедиктински самостан посвећен светом Стефану у месту које се називало Кеве, у данашњем Срему. Сам самостан је током векова нестао, али се само место по њему и данас назива Банов манастир односно Баноштор. Са друге стране, већ 1163. или 1164. године Борић је преминуо. Не зна се да ли је у то доба још био бан Босне, али су већ 1165. године Босна, некадашња Хрватска и далматинско приморје са градовима Трогиром, Шибеником, Сплитом, Доклејом, Скрадином и Островицом, постали део Византије. Његово порекло није прецизније утврђено, али се зна да су његови потомци, до средине XIV века, имали поседе у Славонији, око данашње Пожеге.
После Десиног свргавања, нема прецизних информација о збивањима у самој Србији. Зна се, на основу византијских извора, да су српски помоћни одреди учествовали у византијској војсци, у походима против Мађара 1165. (код Земуна) и 1167. године (у Срему). Такође се помиње и да је византијска војска у свом походу ка Јадрану 1165. године, прошла кроз земљу Срба тј. Србију, али је још исте године дошло до приближавања међу Србима и Мађарима против Византије. Међутим, није дошло до отворене побуне, услед брзог покрета византијских снага ка граници. Идуће године (1166) је уследио велики мађарски напад на Срем који је држала Византија, а у борбама које су уследиле, нема помена о учешћу српских помоћних одреда. Византијски интелектуалац и каснији патријарх, Михаило Анхијалски (1170—1178) у свом говору о дешавањима 1166. године говори о покушају стварања српско-мађарског савеза, који је Манојло осујетио сменом српског великог жупана. Савремени историчари, смештају ову промену власти у време између 08.04. и 31.08. те године.
Током ових дешавања, на власт у Србији дошао је Тихомир, најстарији син Завиде, непознатог, племића из династије Вукановића, који је сроднички био повезан са последњим Војислављевићима, који су владали Дукљом. Њега је 1168. или још 1166. године збацио са власти његов најмлађи брат Стефан Немања, чијим доласком на власт почиње нова епоха у историји Срба.

## Српска култура у преднемањићком добу
Српску културу, током првих пет векова боравка на Балканском полуострву, карактерише релативно оскудно културно наслеђе, у поређењу са познијим епохама, како средњег века, тако и других доба. Без обзира на то, током овог периода дошло је до развоја језика и стварања засебне српске редакције старословенског језика, а поред преписивачке књижевности, јављају се и прва дела ауторске и хагиографске књижевности. Поред тога, на пољу архитектуре, подижу се сакралне грађевине под утицајем како Византије (Македонска ренесанса), тако и тековина из западне Европе (Каролиншка ренесанса), у њима се развија фрескосликарство, а српски владари почињу да подижу задужбине, од којих су неке опстале до данас.

### Језик
После доласка на Балкан, говор Срба и других Јужних Словена је наставио да се развија независно од осталих словенских заједница. Фонд речи који су они прихватили од староседелаца је поприлично ограничен, а углавном се односи на термине везане за сточарство у планинским пределима, док су у суседним несловенским говорима (албански и румунски) јасно приметне словенске речи, како оне везане за земљорадњу, тако и оне везане за многе друге људске делатности. На пољу топонимије, приметно је да већина река, које спадају у групу већих и средњих по величини, данас носи словенизиране облике њихових античких (римских) имена (нпр. Дунав (Danuvius), Сава (Savus), Дрина (Drinus), Тимок (Timacus), Уна (Oineus), Босут (Basuntius) и друге), која врло вероватно потичу још из предримског времена. Када су у питању називи градова, ситуације је сасвим другачија. Уз изузетак приморских градова, у којима се романско становништво одржало и који су већином задржали своја стара имена (нпр. Улцињ (Ulcinium), Будва (Butua), Рисан (Risinum), Стон (Stamnes) и други), у унутрашњости Балкана готово да се нису одржали стари називи, осим у ретким случајевима (нпр. Ниш (Naissus), Липљан (Ulpiana), Рас (Arsa), Сисак (Siscia) и други).
Стварање старословенског језика у седмој деценији 9. века и његово ширење међу Јужним Словенима, крајем истог века, после пропасти Моравскопанонске мисије, донели су Србима први књижевни језик. Током наредних векова, тај језик је наставио да се развија, под утицајем људи који су га писали и уносили у њега неке црте свог говора. У сачуваним споменицима са краја X и почетка 11. века, јављају се прве језичке црте, за које би се могло рећи да су карактеристика српског језика. Најстарији нађени споменици тог типа писани глагољицом су:
- Маријинско јеванђеље (X—11. век)
- Грашковићев одломак (XI век)
- Михановићев одломак

док су најстарији сачувани споменици на ћирилици:
- Темнићки натпис (X—XI век)
- Хумска плоча (X—XI век)
- Плоча судије Градише (12. век)
- Натпис на плочи у Полицама крај Требиња (друга половина 12. века)

Ове промене у старословенском језику, довешће до стварања засебних јужнословенских редакција старословенског језика.
Сматра се да је процес стварања српске редакције, текао током XI и XII века, да би био окончан у другој половини XII века, тако да су најстарији сачувани споменици писани српском редакцијом старословенског језика Мирослављево (око 1185) и Вуканово јеванђеље (1197—1199).

### Књижевност
Главна црта књижевности, међу Јужним Словенима после примања хришћанства, била је преводилачка књижевност, али је до данас остао очуван врло мали број јужнословенских рукописа старијих од 13. века. Сматра се да је велики број ових рукописа нестао у последњим годинама 12. века, током обнове византијске власти над већим делом Балканског полуострва, што је било праћено уништавањем словенских рукописа и настојањима да се спроведе хеленизација тих предела. На основу сачуваних списа из тог доба, али и језичких црта у словенским текстовима из XIII и 14. века који су сачувани, може се закључити да је од доласка ученика Ћирила и Методија на Балкан, крајем 9. века, па до стварања јаких словенских националних држава крајем XII века, постојао континуитет словенске писмености и њеног развоја на Балканском полуострву. Дела Немањиних синова Стефана и Растка (Саве) указују да им је на располагању био читав низ преведених византијских текстова, не само строго библијског карактера, већ и друга теолошка дела, попут „Лествице“ Јована Синајског (Лествичника). Током овог периода, јављају се и апокрифни текстови са темама из Старог или Новог завета и они нису посебан жанр већ само варијанта канонске библијске литературе са више елемената фантастике. За овај тип текстова се често везује погрешна оцена да је реч о текстовима богумилског карактера, јер у њима има сразмерно мало богумилских идеја. Према речима Димитрија Богдановића:„У многима од њих нема ничег јеретичког, поготову не дуалистичког и богумилског“, а нису заступљенији чак ни тамо, где би се то, на основу нетачне хипотезе о њиховом богумилском карактеру, могло очекивати, као на пример у средњовековној Босни.
Најзначајније књижевно дело преднемањићког доба је свакако „Летопис Попа Дукљанина“ (у оригиналу Regnum Slavorum тј. Краљевство Словена, познат и као Барски родослов):, који се заправо састоји из три различита дела
1. односно готско-словенска хроника владара до 10. века (сматра се да је могла настати већ крајем X века)
2. Легенда о светом Јовану Владимиру, која је заправо скраћена верзија његовог, данас изгубљеног, житија (сматра се да је могла настати већ у трећој деценији 11. века)
3. Летопис владара Дукље током XI и XII века

који су уклопљени у једну целину, крајем XII века:. Дело је изворно написано на словенском језику, са кога је потом преведено на латински језик, а данас је сачувано у две верзије
- латинском преводу, из 17. века
- хрватском преводу латинске верзије дела, из 16. века

Његов аутор је анонимни латински свештеник из Бара, а само дело је настало према узорима из латинске (западноевропске) књижевности.
Први и трећи део Летописа су засновани на локалним предањима и представљају легендарни приказ јужнословенских владара. Аутор дела покушава да прикаже како сви они заправо припадају једној словенској династији, која вековима влада деловима Јужних Словена на западном делу Балканског полуострва. Сам Летопис је писан са јасним политичким циљем, да се прикаже исправност уједињења јужнословенских кнежевина под династијом Војислављевића и заштитом византијског цара Манојла Комнина, а предања која доноси и очигледне историјске противуречности, чине га, као историјски извор, практично неупотребљивим.
Други део Летописа односно скраћено „Житије светог Јована Владимира“, доноси причу о његовој борби са Самуилом, каснијој љубави са његовом ћерком Косаром и Владимировој мученичкој смрти, а одликује се елементима латинских хагиографија. Сам део о његовој љубави са Косаром представља прави мали љубавни роман, који је уједно најлепши и најпоетичнији сегмент Летописа.

### Архитектура
Архитектонски споменици из првих пет векова српског боравка на Балкану, своде се на примерке сакралне архитектуре, пошто остаци дворова и утврђења из тог доба готово и да нису очувани. Саме цркве се, по својој основи, могу груписати у две категорије:
- цркве централног типа (ротонде, тролисти, шестолисти, осмолисти)
- цркве са продуженом основом (једнобродне, тробродне, у облику издуженог слободног крста)

Најстарија позната црква са овог подручја је катедрала светог Трифуна у Котору, подигнута 809. године, да би се у њој сместиле мошти светог Трифуна. Данашња грађевина потиче из 1166. године, док је првобитна, према историјским изворима, била ротонда (вероватно попут цркве светог Доната (Тројице) у Задру, из истог доба), мада археолошка истраживања са краја 20. века указују да је можда реч о грађевини другачије основе.
Најзначајнији архитектонски споменик централне основе је црква светих апостола Петра и Павла у Старом Расу (Петрова црква), код данашњег Новог Пазара. Подигнута је у IX или 10. веку, као седиште епископа рашких, који су при њој столовали до оснивања аутокефалне српске архиепископије, 1219. године. Сама црква има основу ротонде у коју је уписан четворолист, што је случај који се често среће међу црквама насталим у Грузији и Јерменији, између VII и 11. века. Према легенди забележеној у „Летопису Попа Дукљанина“, црква је западног порекла, у прилог чему иде и њена посвећеност (црква је посвећена апостолима Петру и Павлу, док се међу источним црквама обично посвећује светим (дванаест) Апостолима), док се у једном каснијем родослову, из 17. века, као оснивач помиње ученик светог Павла, Тит.
У ову групу цркава, спадају и грађевине са основама:
- тролиста,

испод старог Дриваста код Бара
у Затону на реци Лиму, црква светог Јована
- шестолиста

у Рогачићима код Сарајева
- осмолиста

у Ошљу (у граду који се помиње као један од шест у Захумљу) код Стона, једини пример цркве такве основе на источном Јадрану
Другу групу цркава, чине оне са продуженом основом, међу којима се по значају истиче црква светог Михаила код Стона. Подигнута је око 1080. године, на месту веће цркве, која је могла бити седиште захумског епископа у IX и X веку. Спада у ред цркава са продуженом основом и то њихову сложенију варијанту тј. у ред једнобродних цркава са куполом. Сматра се да је реч о задужбини, коју је подигао први краљ Зете, Михаило Војислављевић у Старом Стону.
У склопу ове групе, јавља се читав низ грађевина са основама:
- једнобродне цркве са куполом

на Пријеку код Дубровника (посвећена светом Николи, а према предању је подигнута на месту куле краља Бодина)
- тробродне базилике[5]

црква светог Теодора у Старом Бару
црква светог Петра на Шурању у Котору
црква у Мартинићима код Даниловграда
(бенедиктинска) црква светог Михаила на Превлаци у Боки
и разним другим решењима, каква се могу наћи:
црква свете Марије у старој Дукљи (Доклеји), вероватно из 9. века, за коју се наводи да је била крунидбена црква тадашње Зете
црква светог Петра у Пољу код Требиња, из друге половине XI века, која је служила као гробна црква за неке од српских краљева и великих жупана
У „Летопису Попа Дукљанина“, помињу се још две црква које су играле значајну улогу у тадашњој Зети, а које помињу и каснији извори и чији су остаци данас утврђени.
Старија од њих је свакако Пречиста Крајинска, манастир посвећен Успењу Богородице, који се налазио у Крајини, престоници Јована Владимира. Његова супруга Косара га је сахранила у манастирској цркви, а у каснијем периоду је манастир био седиште зетске епископије, све до 1485. године, када се седиште преноси у Цетињски манастир. У близини југозападне обале Скадарског језера, код села Мали и Велики Острос, данас се налазе рушевине једнобродне цркве некадашњег манастира. Црква је на бочним странама имала певнице, које су као и апсида биле полукружне. Испред ње се пружа припрата (данас у темељима), на чијој западној страни је подигнута камена кула звонара, која је делимично очувана, а на спрату је имала и малу капелу.
Црква светих Срђа и Ваха, у склопу бенедиктинског самостана, била је гробна црква неколико владара из династије Војислављевића (Михаило, Константин Бодин). Крајем 13. века (1288/1290), обновила ју је краљица Јелена Анжујска са синовима Драгутином и Милутином, током њене управе Зетом (1276—1314), о чему сведочи натпис на западној страни цркве, на којој се налази и плоча са, каснијим, Милутиновим натписом. На самој десној обали реке Бојане, у данашњој Албанији, постоје остаци велике тробродне базилике, зидане на западни начин. Већи део цркве са (источним) олтарским делом је однела бујица реке Бојане, тако да је данас опстао само југозападни део са улазом.
Из времена жупана Десе, потиче бенедиктинска опатија свете Марије, на истоименом острвцету, које се налази на Великом језеру острва Мљет. Сама црква је једнобродна грађевина са куполом и веома је слична једној од првих задужбина Стефана Немање, цркви светог Николе код данашње Куршумлије. Њена спољашњост је обрађена у романичком стилу и представља један од првих веза романичке и рашке архитектуре, а данас је очувана са преправкама из каснијих времена.
Већина цркава у унутрашњости Балканског полуострва, потиче из каснијих периода, док су оне из овог доба, махом очуване само у темељима.
У данашњем Прокупљу се и данас се користи црква светог Прокопија, по којој је и сам град добио име. Сама грађевина потиче из 10. века када је подигнута као тробродна базилика, да би услед преправки током векова данас постала петобродна грађевина са три олтарске апсиде. Из прве половине XI века, потиче Латинска црква у Горњем Матејевцу код Ниша, која је данас очувана у свом изворном облику, са основом сажетог уписаног крста са куполом. Недалеко од данашње Рашке, на стени изнад железничке пруге, смештени су остаци Старе Павлице. Једнобродна базилика са тремом и припратом потиче из преднемањићког доба, а данас је од ње очувана купола са олтарском апсидом. Од цркава које су опстале у темељима, треба споменути данашњу Пећку Патријаршију. На њеном месту је већ крајем 4. века постојала црква, а данашња манастирска црква је подигнута на темељима и остацима највеће, до сада откривене, цркве, која је, између VII и X века, подигнута на тлу данашње Србије. Западни део централног храма, посвећеног светим Апостолим, одговара централном броду некадашње цркве, а њено подизање се датира у VII или најкасније у 8. век. Из IX века потиче тробродна базилика на месту данашње Богородице Љевишке у Призрену, подигнута вероватно у доба бугарске владавине тим простором, а није искључено да је и на месту Дечана постојала црква или манастир у ово доба.
Неколико манастира који се појављују у „Студеничком типику“, писаном између 1207. и 1215. године (за који неки сматрају да је настао кад и манастир Студеница тј. између 1183. и 1191. године) и нешто каснијим изворима, не помињу се међу задужбинама које је подигао Стефан Немања или неко од чланова његове породице, тако да се сматра да потичу из преднемањићког доба. Такав је манастирски комплекс (од кога су данас опстали само темељи) Студенице Хвостанске код данашње Пећи, у коме је најстарија црква подигнута још у 6. веку. Данашња црква светог Ахилија у Ариљу потиче са краја XIII века, али је већ почетком тог века на том месту постојао значајан манастир, који је могао бити подигнут још у X веку, у време цара Самуила тј. када и црква у Прокупљу. Овој групи припада и Ибарски Градац, чија данашња црква са краја XIII века (задужбина Јелене Анжујске) чини јединствену појаву готике у рашком стилу. На основу поштовања које му указују први Немањићи, неки аутори су претпоставили да је манастир, као своју задужбину, подигао неки значајан владар пре Немање.

### Декоративна пластика
Камена декоративна пластика је једно од обележја цркава предроманичког доба. Коришћена је за украшавање камених иконостаса, греда око прозора и портала, транзена, капитела, циборијума, часних трпеза, као и других црквених предмета и намештаја израђених од камена, попут саркофага, крстионица, престола, посуда за освећену водицу и других. Најчешће коришћени мотив, свакако је био преплет са три једнаке траке, док се врло ретко јављају преплети са две или више од три трака. Поред њега, јављају се, као мотив, биљке и животиње, затим теме из античког доба, док су људске фигуре доста ређе и јављају се тек крајем овог доба, најчешће као прикази светаца или анђела.
До данас, практично није очувана нити једна црква из овог периода са комплетним каменим украсом. Поред цркава, делови некадашњих украса се данас могу видети у музејима и уметничким збиркама, од којих се, по броју експоната, међу приморским местима, истичу оне у Стону, Лопуду, Колочепу, Дубровнику, Херцег Новом, Котору, Тивту, Бару и Улцињу, док се богате збирке у залеђу могу видети у Требињу, Даниловграду и Сарајеву.
Камени иконостаси у црквама украшавани су разним мотивима. У споменицима из Стона и Котора приказане су биљке и орнаменти, док су животиње присутне у Завали (птице), на Превлаци (лав) и у Сушћепану (грифон). Остаци иконостаса у Доњем Челу на Колочепу и у Кутима, су „дела која одликује велико мајсторство и изузетна лепота“. У Доњем Челу се налази једно од најистакнутијих дела епохе, забат на коме је у рељефу приказано попрсје једног архангела. Поред тога, треба поменути и парапетну плочу на којој су приказани, грифон, пас који гони звер и два нага дечака који трубе. Развијенија форма пластичности, може се уочити на остацима иконостаса из Кута. На парапетној плочи, приказано је Обожавање крста. У средишту сцене се налази крст украшен троструким преплетом, око њега су два анђела која су у молитвеном положају окренута ка крсту, док се испод сваког од његових кракова налази по један једноглави орао, који гледа ка крсту. На горњем делу плоче, изнад ове сцене, налази се изувијана лоза са три гране, унутар које се налазе змајеви и птице.
Међу остацима из овог доба, налазе се и четири циборијума. Старији међу њима, су они из Котора (данас у цркви светог Трифуна) и Улциња (данас у збирци Народног музеја у Београду), од којих су сачуване по једна аркада. Стилски су међусобно слични, а датирају се у 9. век. Млађи од њих је циборијум који потиче из Мартинића, док је онај из Рогачића најмлађи и по византијском стилу украса на остацима три аркаде, смешта се на почетак 12. века.

### Сликарство
У овом периоду, једина два вида сликарства која постоје су фрескопис и иконопис. Од икона, које су свакако постојале, није сачувана нити једна, док су фреске сачуване у врлој малој мери. Њихови остаци могу се видети у Петровој цркви у Старом Расу, Светом Михаилу у старом Стону (око 1080. године), Светом Јовану Претечи на острву Шипану (крај 11. века), Светом Илији на Лопуду код Дубровника (око 1100. године), Светом Николи на Пријеком у Дубровнику (око 1100. године), рушевинама у Панику код Требиња и Светом Томи у Кутима код Херцег Новог (почетак 12. века). У првој фази, настају споменици у којима су заступљени било византијски (Петрова црква, Свети Јован), било романички утицаји (Свети Михаило), да би касније, на прелазу из XI у 12. век, дошло до преклапања ова два стила и настанка новог, по угледу на сликарство јужне Италије, који свој својеврстан врхунац достиже сликарством, чији су фрагменти пронађени у рушевинама Светог Томе. Поређењем пронађених фресака са онима из непосредног окружења, насталим у истом периоду, истраживачи су закључили да су постојале домаће сликарске радионице, највероватније у Дубровнику и Котору.
Петрова црква садржи најстарије остатке живописа, настале када и сама црква (IX или 10. век). Припадају византијском провинцијском сликарству, а налазе се у тамбуру и поткуполном простору. Пет сцена из живота Исуса Христа (Благовести, Сусрет Марије и Јелисавете, Рођење Христово, Поклоњење мудраца и Сретење) је насликано у тамбуру, иако је тај простор, према византијским погледима, био предвиђен за приказивање пророка, мада је тај слој живописа настао пре учвршћивања тог схватања, у 11. веку. У простору испод куполе, сачувани су делови фигура и сцена, од којих је могуће идентификовати само Крштење Христово и Издајство Јудино. Академик Војислав Ј. Ђурић најранији слој живописа у цркви карактерише следећим речима:
Фреске Петрове цркве, сличне су, по неким елементима (позадина, површинска обрада, употреба боја), фрескама насталим у 10. веку, из цркава у Костуру (Свети Стефан) и Коропи (Преображење), у данашњој Грчкој.
Црква светог Михаила садржи највише очуваних фресака из преднемањићког доба и сматра се да је живописана око 1080. године. Сам живопис показује елементе ране романике, са латинским натписима крај фресака, док се на пољу тематике, може уочити блискост са Летописом Попа Дукљанина, поготово са делом о Јовану Владимиру, који је, као самостално житије, сигурно постојао у то доба. Сцена Страшног суда са Исусом и светим архангелом Михаилом, красила је раније западни зид. Ктиторски портрет краља Михаила, насликан је у западној ниши на северном зиду, а у четири бочне нише тј. њиховим полукалотама су приказани Јеванђелисти. У вишим деловима цркве, очувани су ликови неколико светица, док се нижим деловима налазе стојеће фигуре три свеца (Јован Претеча, Ђорђе и архиђакон Стефан). У олтарском делу, смештен је приказ Првог греха (у апсиди) и Исуса у слави (на своду). Основна идеја живописа у цркви је Грех и Искупљење, што је симболично представљено на супротним (источној односно западној) странама цркве. Према наводима Војислава Ј. Ђурића:
За аутора фресака се може рећи да је био упознат са делима која имају много већу уметничку вредност од његових, која практично представљају упрошћена дела ранороманичких сликара, који су, у то доба или непосредно пре њега, стварали у Риму и његовој околини. Сличности се могу повући и са фрескама бенедиктинских самостана са тла Италије, али и са француским фрескама из XII и 13. века.

#### Ктиторски портрет краља Михаила у Стону
Ктиторски портрет краља Михаила налази се у цркви светог Михаила и представља једини сачувани портрет српских владара из пред-немањићке епохе, а сматра се да је настао око 1080. године. Према свом стилу, он, према Људевиту Карману, представља нашу, далматинску, рустичну интерпретацију ранороманске италске уметности.
Михаилово лице на фресци је издужено, са великим очима, изнад којих су наглашене обрве, док је на челу насликана дубоко урезана хоризонтална бора. Његов, јасно наглашени, нос је дуг, кукастог облика, а испод њега се налазе мала уста. Сам нос је приказан из профила, за разлику од главе, чије су три четвртине окренуте ка посматрачу. Коса му је дужа и допире до потиљка, а проседа је, попут његове браде. На глави носи краљевски венац западног типа, који се среће широм средњовековне Европе, укључујући и Норвешку и Енглеску. Сам венац је цилиндричног облика, тамноцрвене боје. Горња страна је равна и на њој се, као украси, налазе три мала крста, док се на њеној доњој страни налазе два мала штита, по један иза сваког уха.